# Laußnitzer Heide

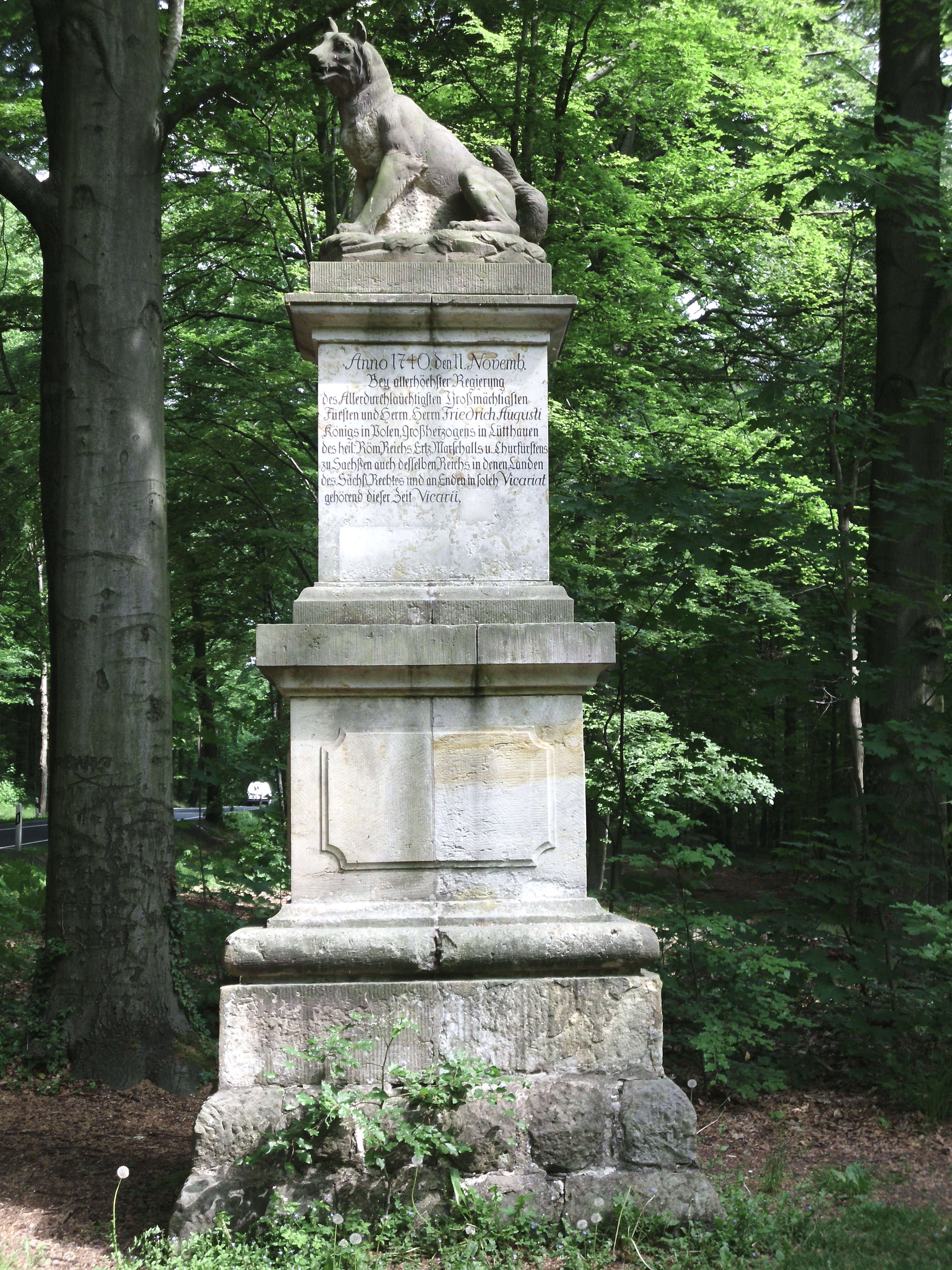
Wolfsdenkmal in der Laußnitzer Heide

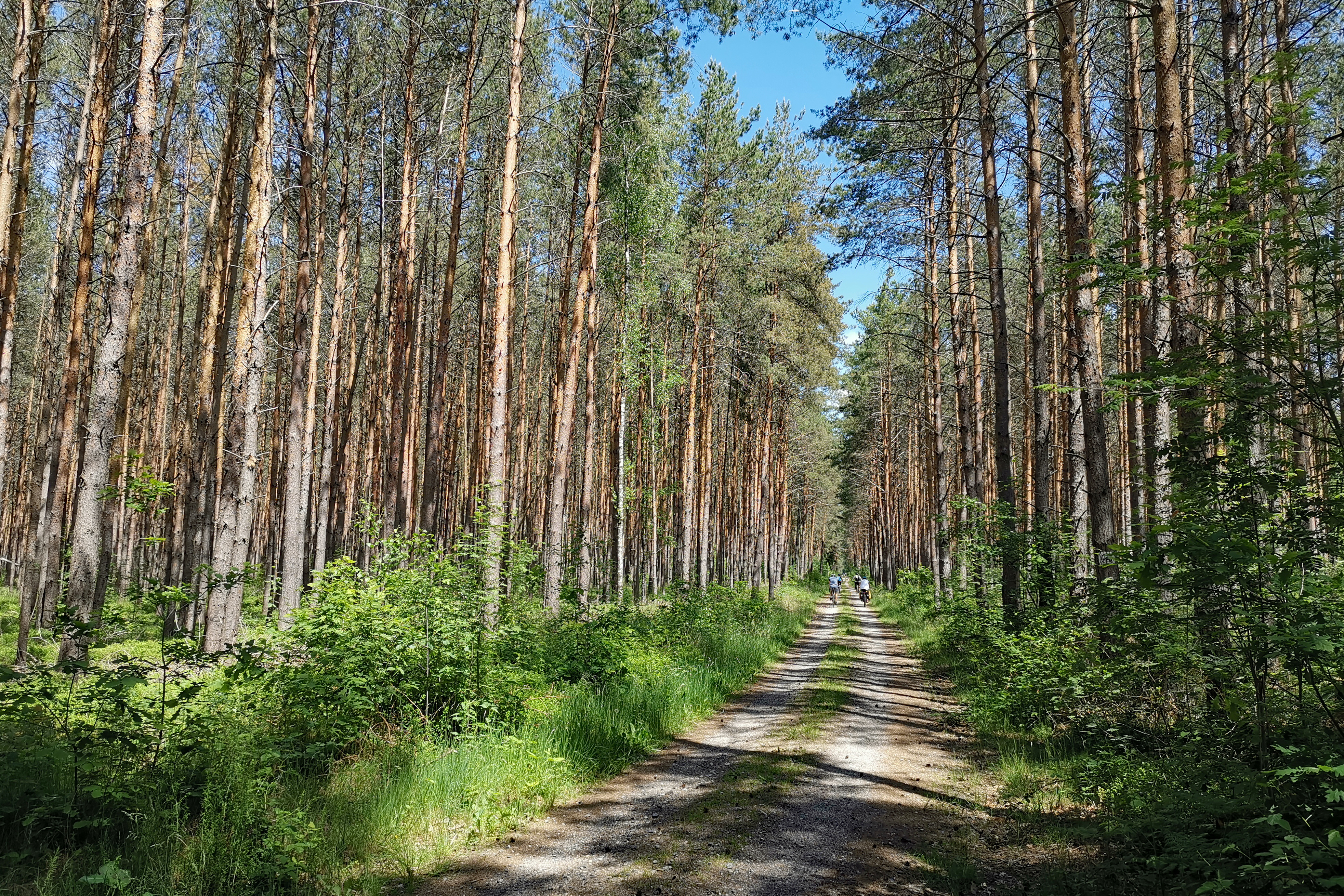
Cottascher Flügel A von der Kreuzung mit der Schneise 10 aus (Blickrichtung Nordosten)

Die Laußnitzer Heide ist ein etwa 50 km² großes Waldgebiet nordöstlich von Dresden in Sachsen. Sie gehört zum Naturraum Königsbrück-Ruhlander Heiden.

## Lage
Die Laußnitzer Heide grenzt im Süden an Ottendorf-Okrilla und dessen Ortsteil Medingen, im Westen an Großdittmannsdorf, Würschnitz, Tauscha und Sacka, im Norden an Röhrsdorf, Glauschnitz und an die Königsbrücker Heide, im Nordosten an Laußnitz als Namensgeber und ehemals Kammergut der kursächsischen Herrscher; und im Osten an Höckendorf und Lomnitz.

## Beschreibung
Die Laußnitzer Heide ist überwiegend mit Kiefern, Fichten und Lärchen bewachsen (ca. 89 %) und einem geringen Anteil an Laubbäumen, vor allem Buchen, Eichen und Birken. Neben dem Heideland finden sich dort auch Moore. Das östliche Gebiet der Laußnitzer Heide ist überwiegend ebenes Sumpfland, das westliche Gebiet ist hügelig.
Das Höhenprofil steigt von etwa 160 m bei Medingen bis auf rund 200 m im nordöstlichen Teil bei Laußnitz an. Die markantesten Erhebungen sind der Vordere Buchberg mit 245 m, der Hintere Buchberg mit dem Feuerwachturm mit 254 m, der Mittelberg mit 246,9 m und der Walberberg mit 233,9 m direkt neben Laußnitz. Diese Erhebungen liegen alle westlich der Bundesstraße 97. Sie sind alle bewaldet und bieten keine Aussicht über das Heidegebiet – der Feuerwachturm ist nicht öffentlich zugänglich. Im Südwesten befindet sich das Naturschutzgebiet (NSG) der Waldmoore bei Großdittmannsdorf und das NSG Moorwald am Pechfluss bei Medingen. Ein Teil der Laußnitzer Heide ist darüber hinaus im Rahmen von Natura 2000 als EU-Vogelschutzgebiet (SPA) ausgewiesen.

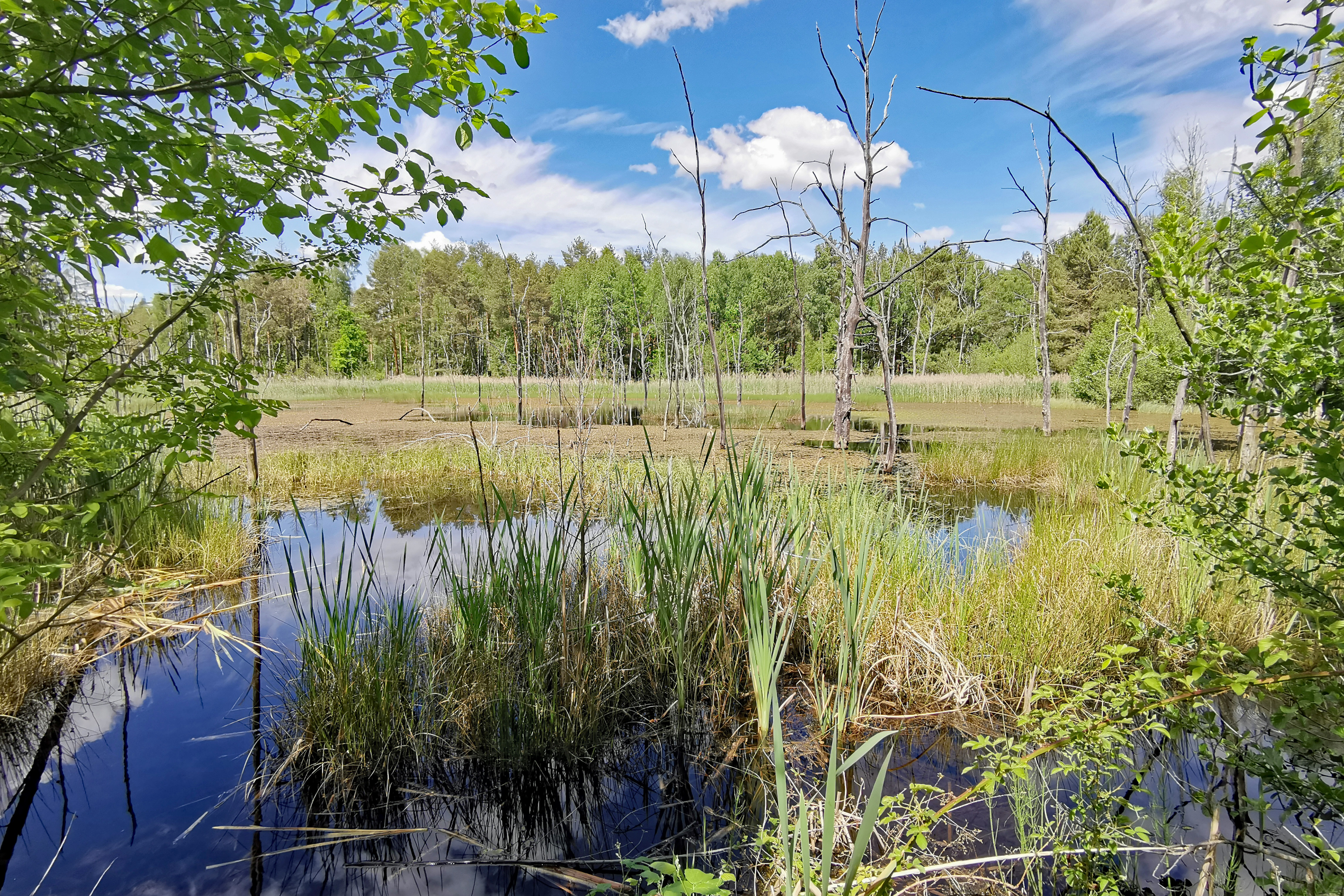
Der Kleine Schwarze Teich nördlich Glauschnitz (nicht zu verwechseln mit dem ehemaligen Schwarzen Teich ganz im Südosten nördlich Ottendorf-Okrilla)

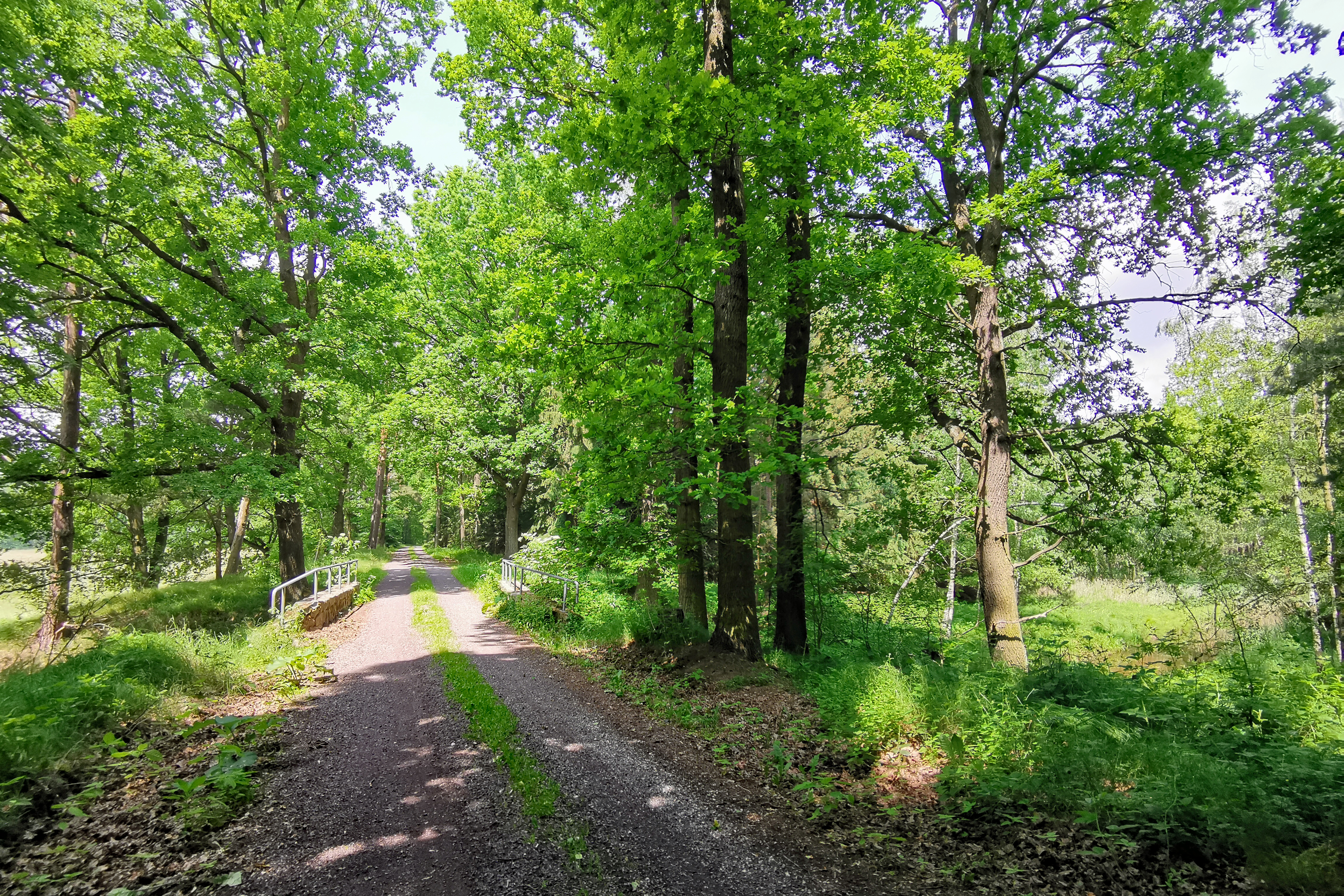
Dammweg am Südufer des ehemaligen Schwarzen Teichs (rechts) mit Brücke über einen Entwässerungsgraben, der links über den ehemaligen Teichabfluss in die Kleine Röder führt

Bis zum Beginn der Trockenlegung im Jahre 1818 war der im Süden gelegene Schwarze Teich mit einer Fläche von rund 0,3 km² das größte stehende Gewässer in der Laußnitzer Heide. Von ihm ist noch heute der am ehemaligen Südufer gelegene Damm zu sehen. Der Teich erstreckte sich von dort rund 1 km nach Norden. Über den Damm führt heute der Dammweg, der von der Höckendorfer Straße am Gewerbegebiet Laußnitz Süd nach Südosten abzweigt. Seitdem um 1850 das Gebiet endgültig trockengelegt wurde, führt nun der Flügel C mitten durch den ehemaligen Teich. Ganz im Norden der Laußnitzer Heide nördlich Glauschnitz an der Grenze zur Königsbrücker Heide gibt es noch einen Kleinen und einen Großen Schwarzen Teich, die beide unterdessen renaturiert wurden.
Dem Waldgebiet der Laußnitzer Heide schließen sich benachbarte Waldgebiete wie die Radeburger Heide im Westen, die Königsbrücker Heide im Norden, das Keulenberggebiet bei Gräfenhain und Höckendorf sowie die Mittelheide bei Lomnitz ohne Abgrenzung an.

## Geschichte
Innerhalb des heutigen Gebietes der Laußnitzer Heide gab es drei Dörfer, die 1431 den Hussitenkriegen zum Opfer fielen: Nicklasdorf, Johnsdorf und Gumprechtsdorf. Alle drei Dörfer blieben Wüstungen. Reste der Kirchenruine von Nicklasdorf sollen 1836 vom in Laußnitz wohnenden Königlichen Revierförster Friedrich August Kasten abgerissen worden sein. Die Steine der Nickelskirche am alten Weg Sparren (bei Schneise 14 zwischen den Flügeln F und G nördlich der Kurve der B 97) wurden angeblich zur Verbesserung der Waldwege verwendet.
Das sehr alte Waldgebiet gehörte schon lange zum Kammergut Laußnitz und wurde im Jahr 1591 als Mischwaldgebiet beschrieben. Es war im Mittelalter im Besitz der Wettiner, die es zur Jagd nutzten, während die Region gleichzeitig auch landwirtschaftlich genutzt wurde.
Die Landwirtschaft erlitt im Dreißigjährigen Krieg einen starken Einbruch, was zu einer Zunahme des Jagdwilds und somit wiederum einem Anstieg der Jagd führte. Der mit den hohen Wildbeständen einhergehende hohe Verbiss sowie intensive ungeregelte Holznutzung führten im 18. und 19. Jahrhundert dazu, dass sich insbesondere der Laubwaldbestand stark reduzierte. Erst ab 1811 wurde vor allem durch Betreiben Heinrich von Cottas mit der Wiederaufforstung des Geländes begonnen, hauptsächlich mit Kiefern und Fichten.
In der DDR-Zeit wurden dem Waldgebiet durch die Nutzung der sowjetischen Streitkräfte sowie höhere Belastungen durch Industrieabgase in den 1980er Jahren erhebliche Schäden zugefügt. Diese wurden nach 1990 zügig beseitigt und sind mittlerweile auch zumeist von der Natur überwachsen.
Heute gehört die Laußnitzer Heide etwa zur Hälfte zum Landschaftsschutzgebiet Westlausitz. In der 1822 errichteten Samendarre in Laußnitz befindet sich ein Museum, das auch die Geschichte der Laußnitzer Heide zum Thema hat.

## Wölfe in der Laußnitzer Heide
Das Wolfsdenkmal in der Laußnitzer Heide wurde zum Gedenken an die letzte Wolfsjagd im Jahr 1740 errichtet, bei der der letzte Wolf abgeschossen wurde. Seit 2019 ist die Laußnitzer Heide wieder Siedlungsgebiet eines Wolfsrudels.

## Meilensteine und Vermessungspunkte
An der heutigen B 98 Richtung Großenhain befindet sich kurz vor der alten Forstgrenze der Rest einer Kursächsischen Postmeilensäule. Die Ganzmeilensäule trägt die Jahreszahl 1722, das Monogramm AR für Augustus Rex sowie die Aufschrift Hain für Großenhain in der einen, und Königsbrück in der Gegenrichtung. Ein königlich-sächsischer Halbmeilenstein aus dem Jahre 1836, der sich ebenfalls in einem schlechten Erhaltungszustand befindet, steht nahe dem Wolfsdenkmal an der B 97. Am Hinteren Buchberg findet sich eine Station der Königlich-Sächsische Triangulirung. Die Station erster Ordnung von 1865 mit der Nummer 29 diente der Mitteleuropäischen Gradmessung.

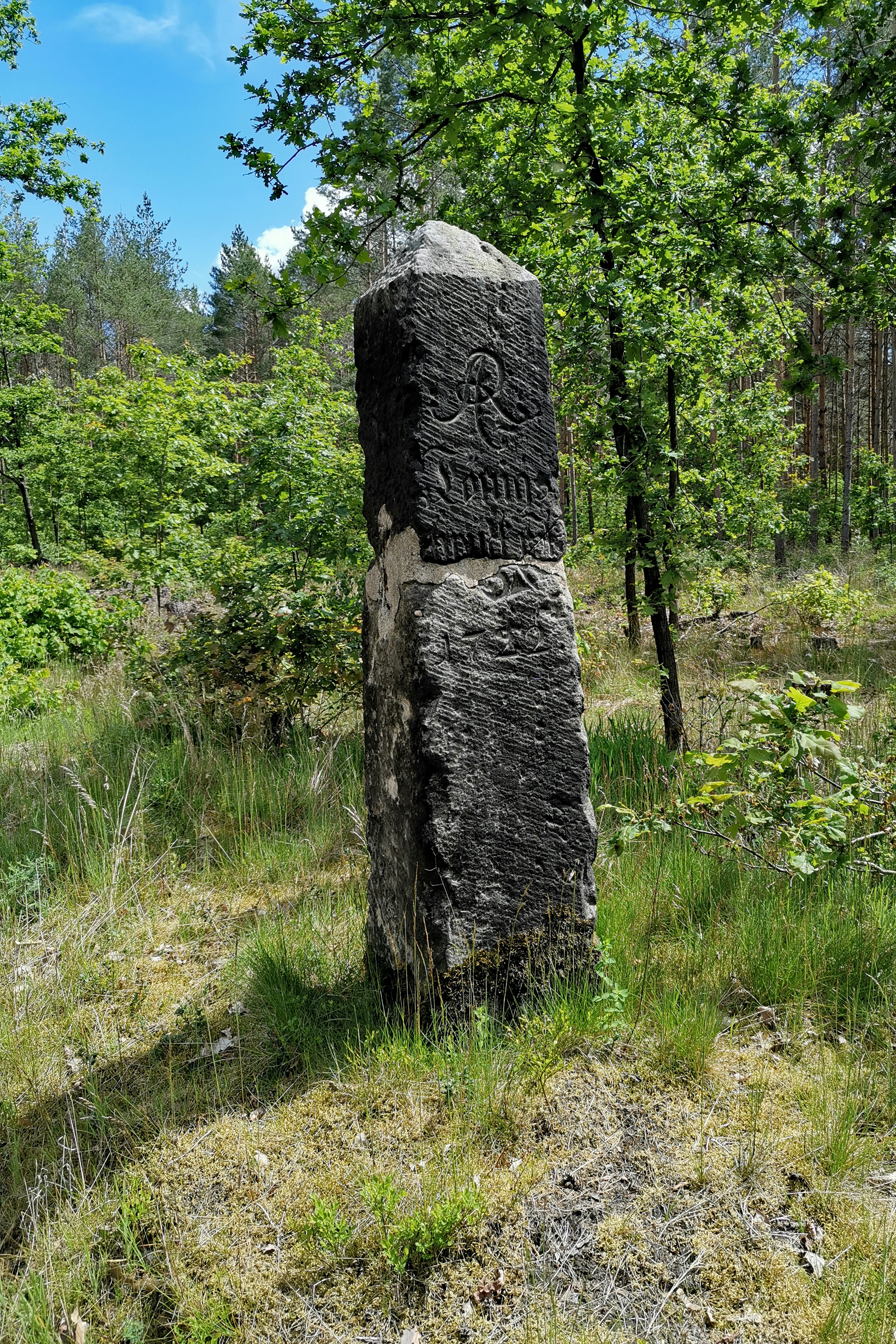
Rest einer kursächsischen Ganzmeilensäule von 1722 an der B 98
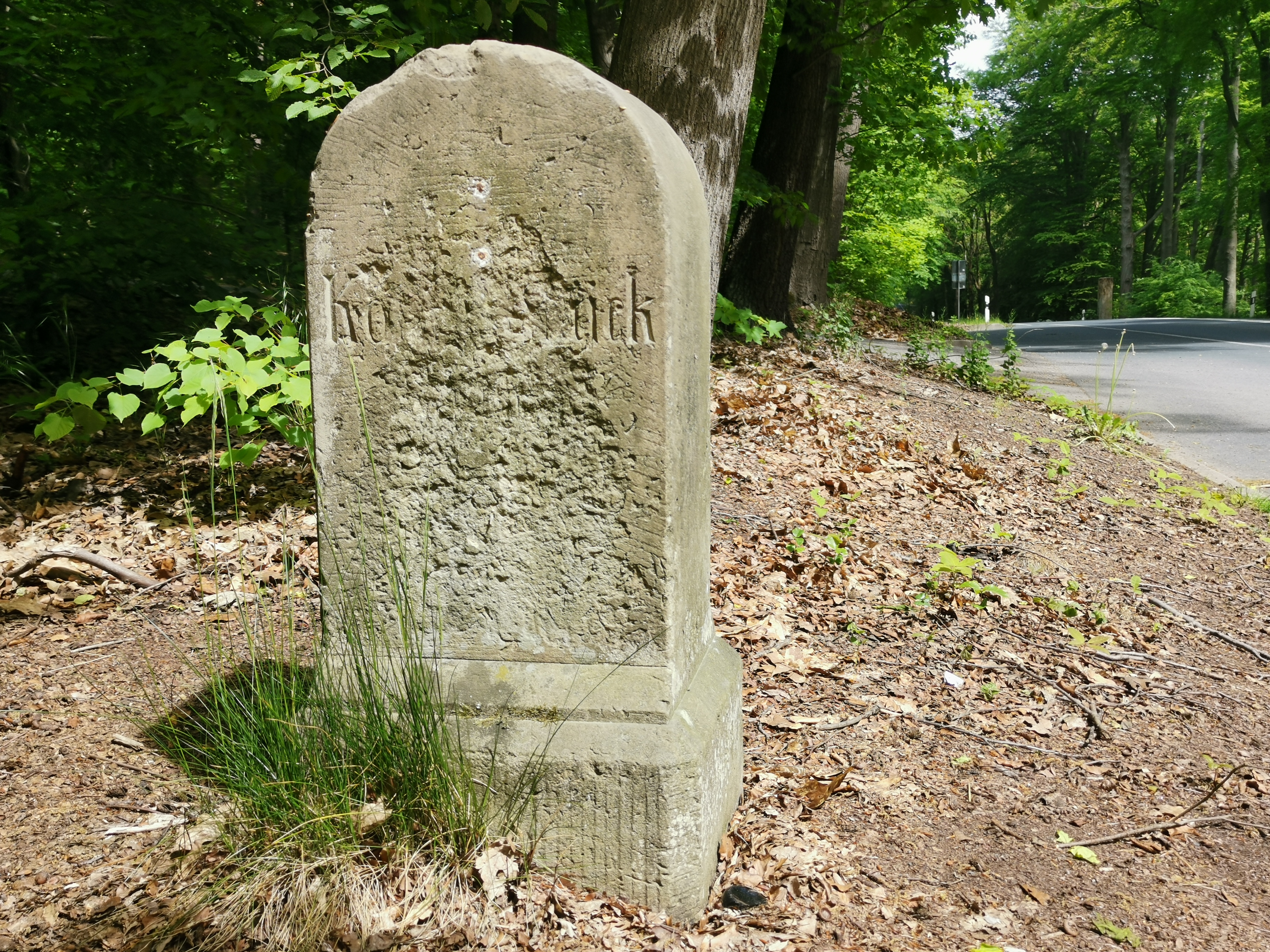
Königlich-sächsischer Halbmeilenstein von 1836 an der B 97
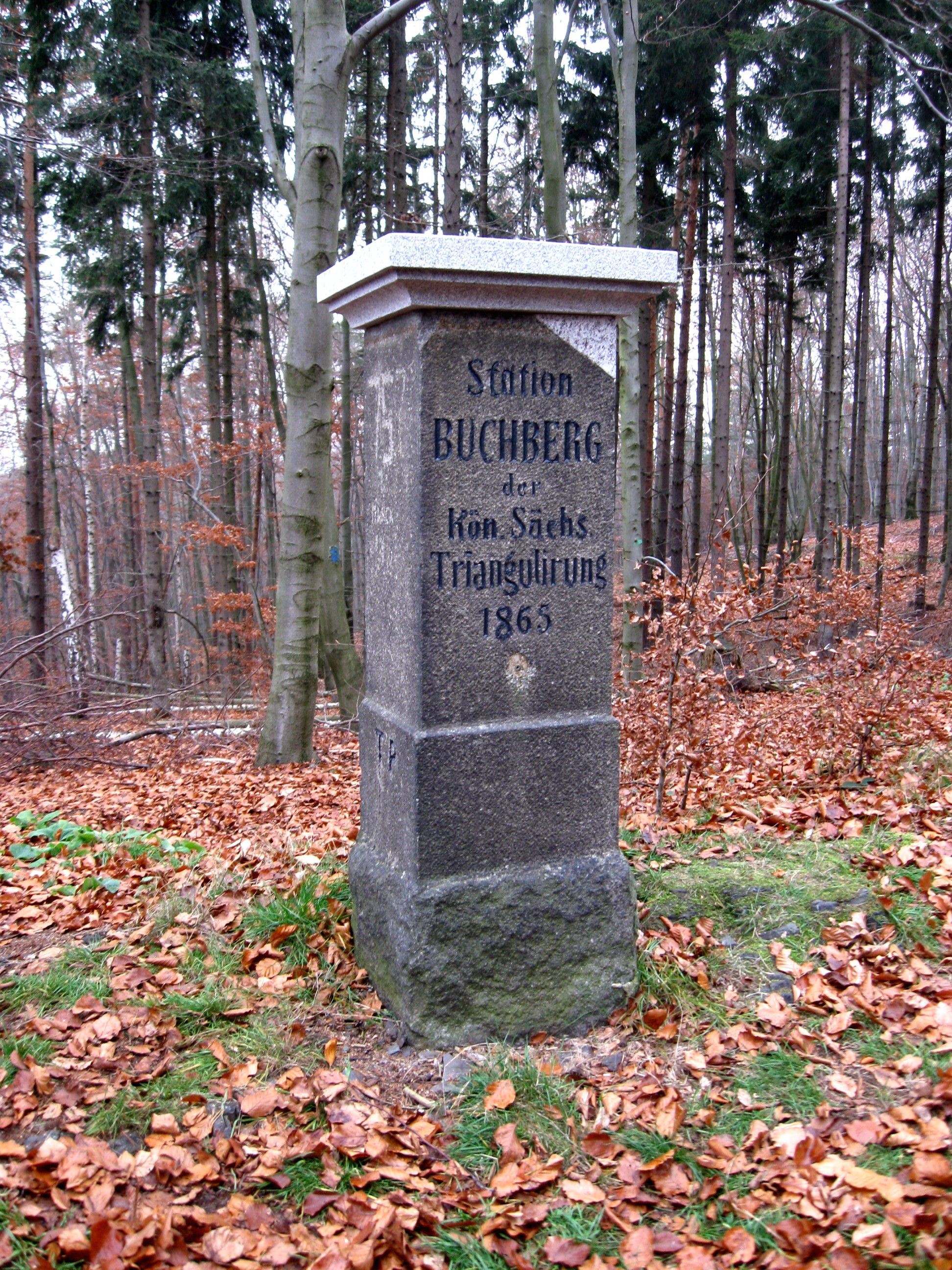
Station Nummer 29 der Mitteleuropäischen Gradmessung von 1865

## Wegenetz und Wegesäulen

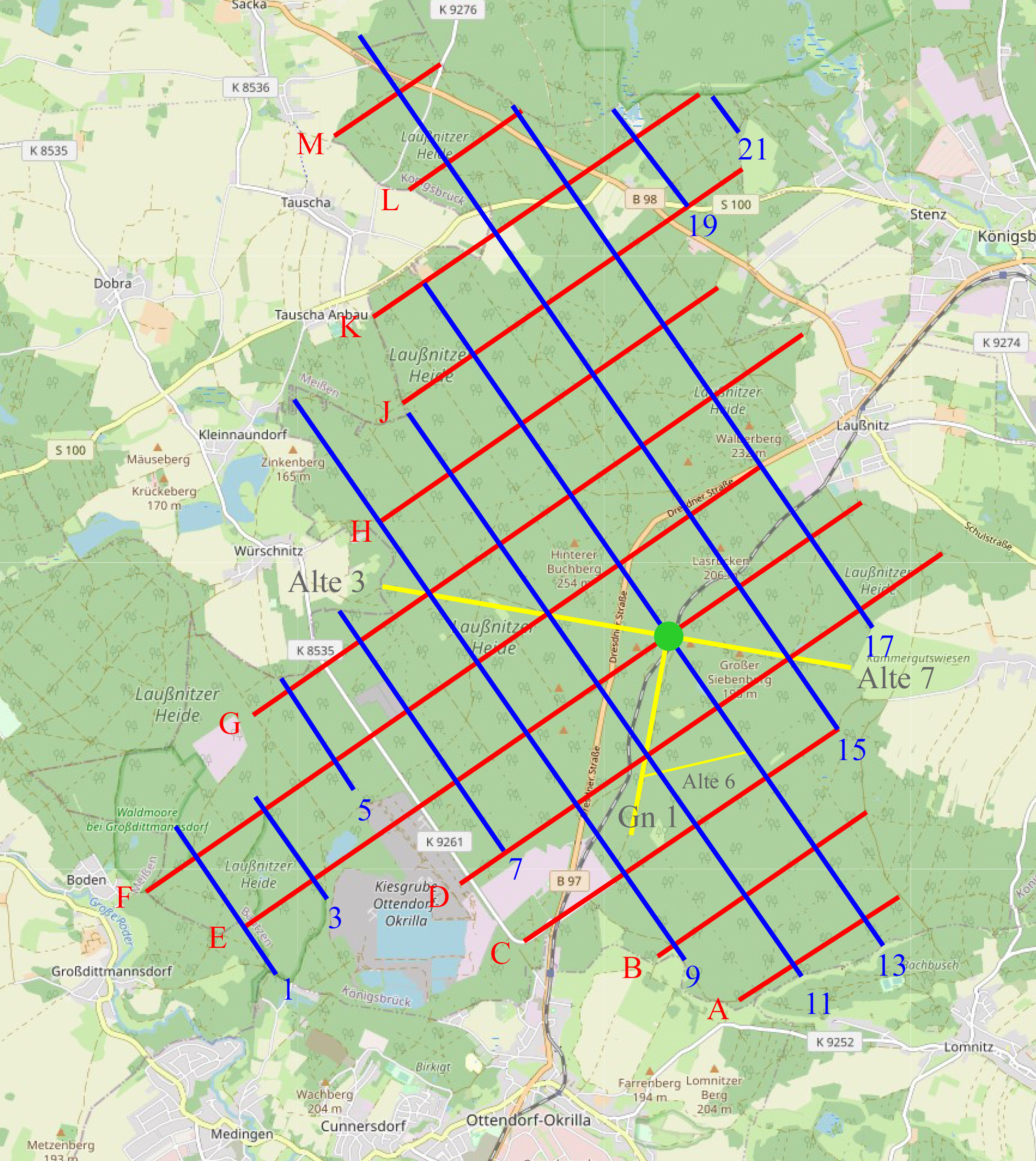
Wegenetz mit Flügeln A bis M (rot) und Schneisen 1 bis 21 (blau, gerade Nummern aus Gründen der besseren Übersicht weggelassen); gelb dargestellt sind heute noch existierende Überreste des alten Systems mit radialen Flügeln 1 bis 8 beginnend mit 1 in Richtung Süden; die dünne gelbe Linie kennzeichnet beispielhaft einen der alten konzentrischen Querwege: die noch heute in Abschnitten existierende Alte 6

Eine erste Landkarte der Laußnitzer Heide fertigte 1555 der Leipziger Mathematikprofessor Johannes Hommel (Humelius) an. Schon auf dieser Karte gibt es einen zentralen Punkt an der Stelle, an der heute die Grüne Säule steht. Die ersten exakten Vermessungsarbeiten erfolgten 1595 durch den Landvermesser und Kartografen Matthias Öder. Sie dienten in erster Linie den jagdlichen Bedürfnissen der in dieser Zeit herrschenden Wettinischen Fürsten. Auch die Ödersche Karte zeigt ein spinnennetzförmiges Wegenetz. Damals gab es acht große radiale Flügel, die mit 1 bis 8 im Uhrzeigersinn bezeichnet wurden. Von diesen sind heute noch die Grüne Eins (Richtung Süden), die Alte Drei (Richtung Westen) und die Alte Sieben (Richtung Osten) vorhanden. Auch gibt es noch Überreste einiger der nahezu konzentrisch um das Zentrum herum angeordneten Querwege, die von innen her ebenfalls durchnummeriert wurden. Von diesen alten Querwegen gibt es noch, insbesondere südlich der Grünen Säule von der Grünen Eins in Richtung Osten abzweigend, die Alte Fünf und die Alte Sechs, die nicht mit den alten radialen Flügeln verwechselt werden dürfen.
Das heutige Wegenetz mit parallel verlaufenden Flügeln und rechtwinklig kreuzenden Schneisen nach Heinrich von Cotta und seinem Sohn Friedrich Wilhelm von Cotta wurde zwischen 1826 und 1832 für die vorrangig forstwirtschaftliche Nutzung angelegt. Die streng geradlinigen Flügel A bis M erhielten einen Abstand von 200 sächsischen Feldmessruten (rund 859 m) und eine Breite von 2 Ruten (8,6 m). Dabei wurden die alten Flügel 2 und 6 nun zum Flügel E durch den zentralen Punkt. Flügel A liegt im Südosten nahe Lomnitz und Flügel M im Nordwesten nördlich Tauscha. Senkrecht dazu legte man Schneisen mit einer Breite von einer halben Rute (2,1 m) im Abstand von 100 Ruten (rund 429,5 m) an. Die Schneisen erhielten Nummern von 1 bis 21. Die Schneise 1 liegt im Südwesten der Laußnitzer Heide bei Großdittmannsdorf und die Schneise 21 im Nordosten nahe Glauschnitz. Die alten Flügel 4 und 8 wurden nun zur Schneise 13. Am Schluss wurde am ehemaligen zentralen Punkt E13 im Jahre 1832 die Grüne Säule errichtet. Die Schneise 21 ist aufgrund der Außengrenze der Laußnitzer Heide die kürzeste Schneise. Sie ist die einzige, die keinerlei Kreuzungspunkte mit Flügeln hat und wird deshalb in vielen Aufzeichnungen weggelassen.
Zur besseren Orientierung wurden Wegesäulen an allen Kreuzungen zwischen Flügeln und Schneisen aufgestellt. Außerdem markierte man Flügelwege am Rand der Heide und an Kreuzungspunkten mit großen Straßen (wie der heutigen B 97 und B 98) mit Säulen. Eine sehr große Säule steht an der Einmündung des Flügels D in die heutige B 97 nördlich Ottendorf-Okrilla. Auch Schnittpunkte mit alten radialen Flügelwegen sind zuweilen markiert, so zum Beispiel die Einmündung der Alten Sieben in den Flügel D. Von den Wegesteinen steht neben der Grünen Säule derzeit nur ein Stein zur Kennzeichnung der Kreuzung des Flügels D mit dem Schlägenweg unter Denkmalschutz (Nummer 09287180 auf der sächsischen Denkmalliste).
Die Schneise 6 ist heute durchgehend asphaltiert und führt im Landkreis Bautzen als K 9261 von Ottendorf-Okrilla in Richtung Würschnitz. Von ihr abgehende Flügel sind heute in Richtung Südosten verlaufende Zufahrtsstraßen zur Kiesgrube und zum Sprengstofflager der Maxam.

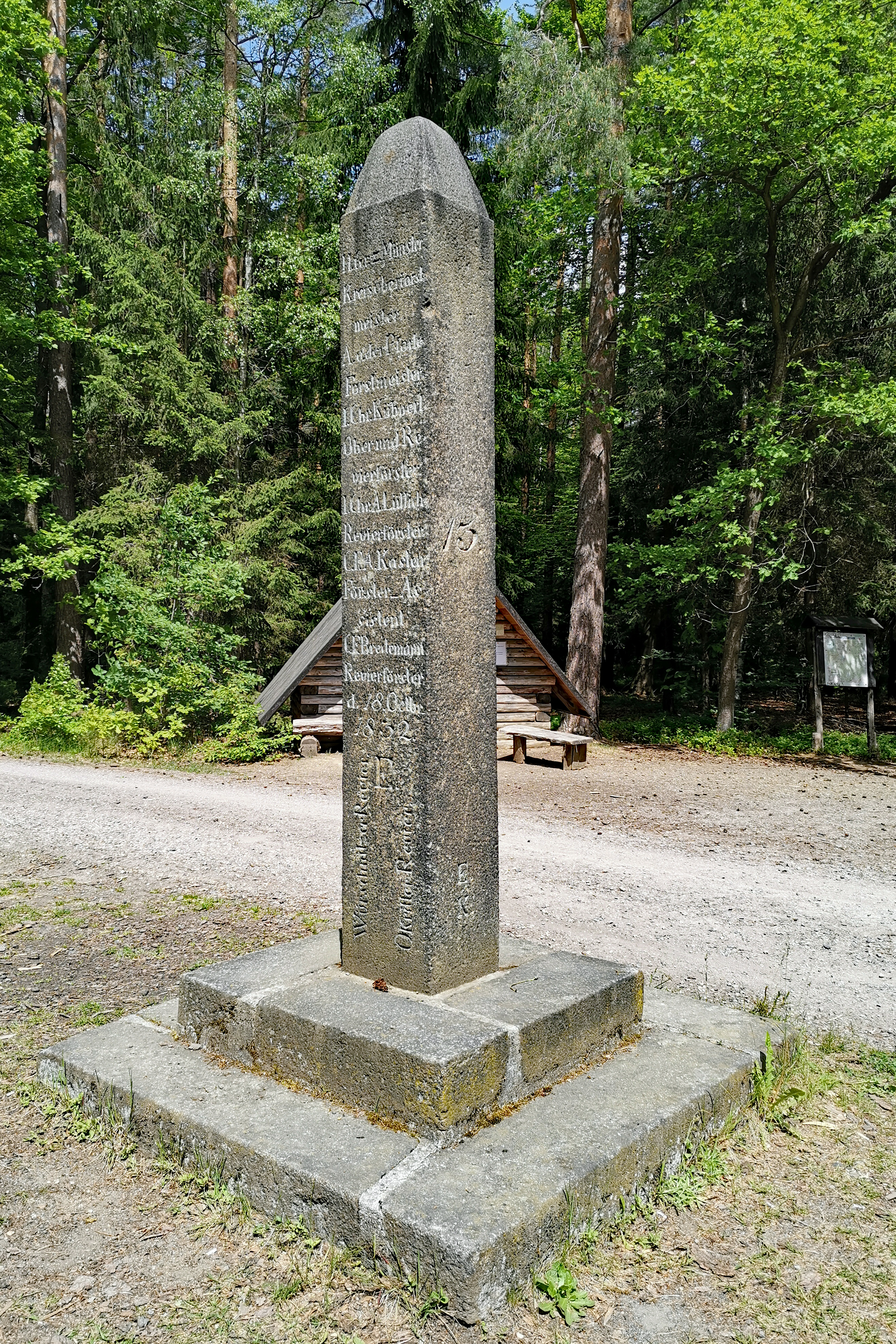
Grüne Säule von 1832 an der Kreuzung Flügel E mit Schneise 13
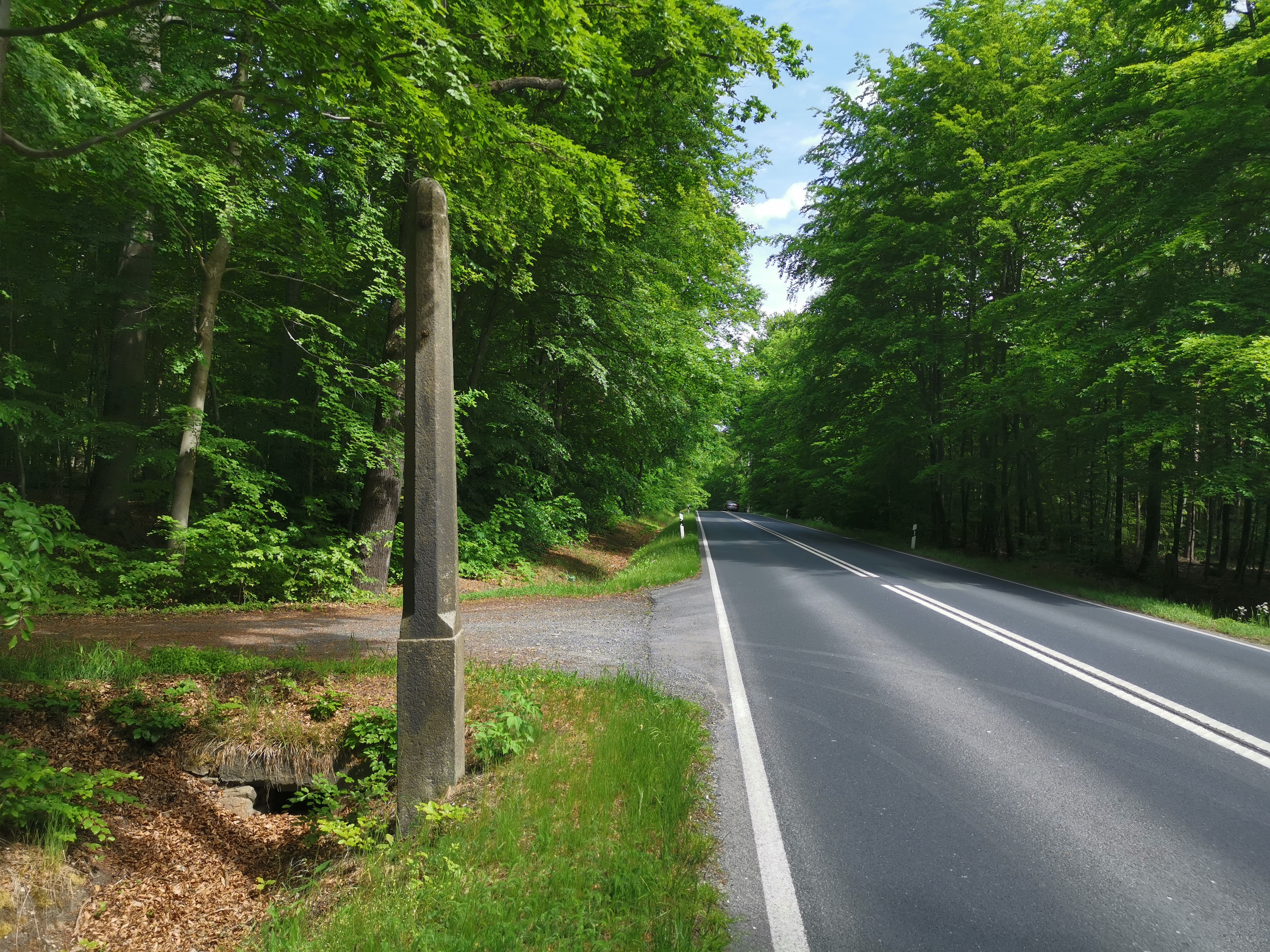
Säule von 1836 an der Einmündung des Flügels D in die heutige B 97
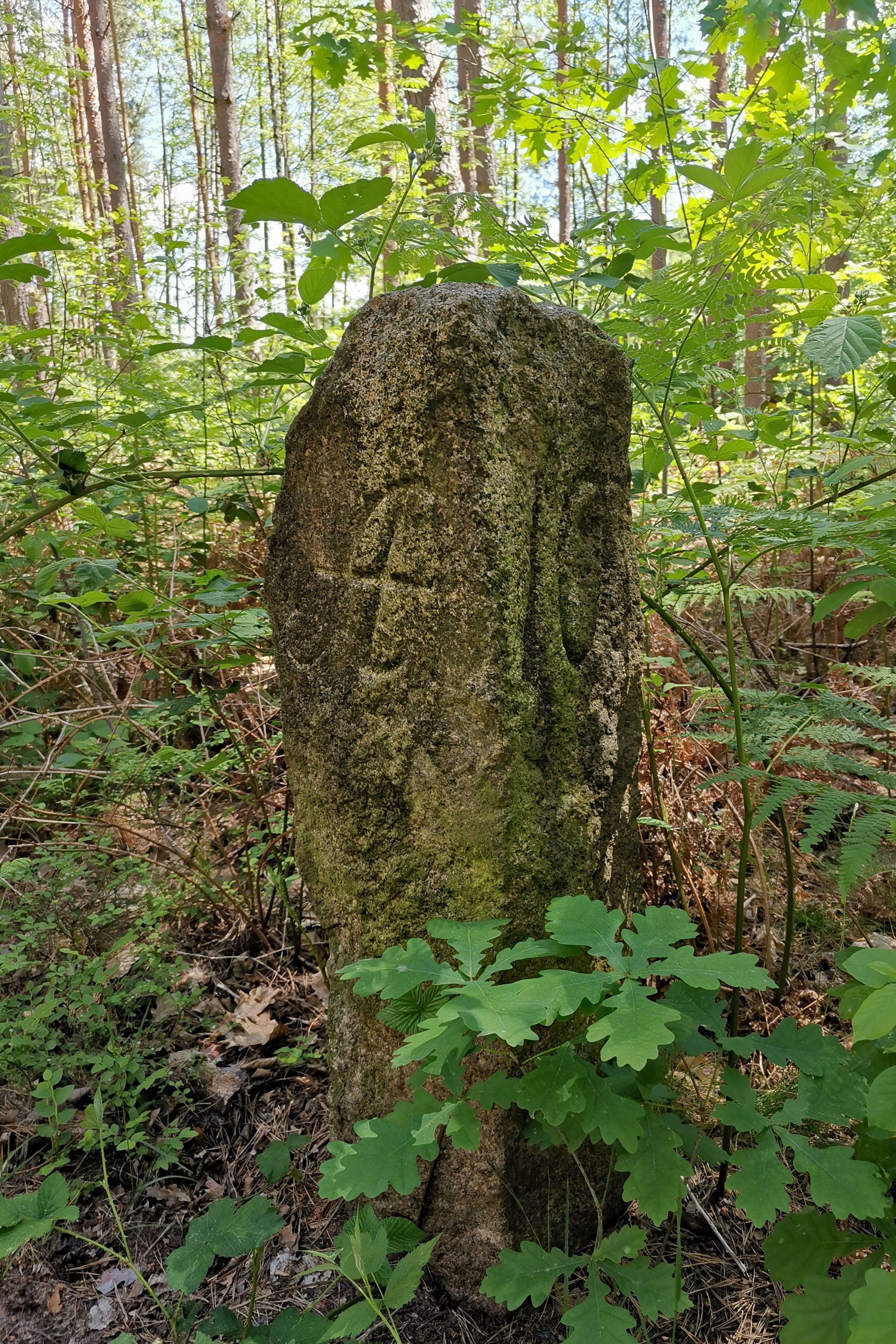
Kreuzung Flügel A mit Schneise 10
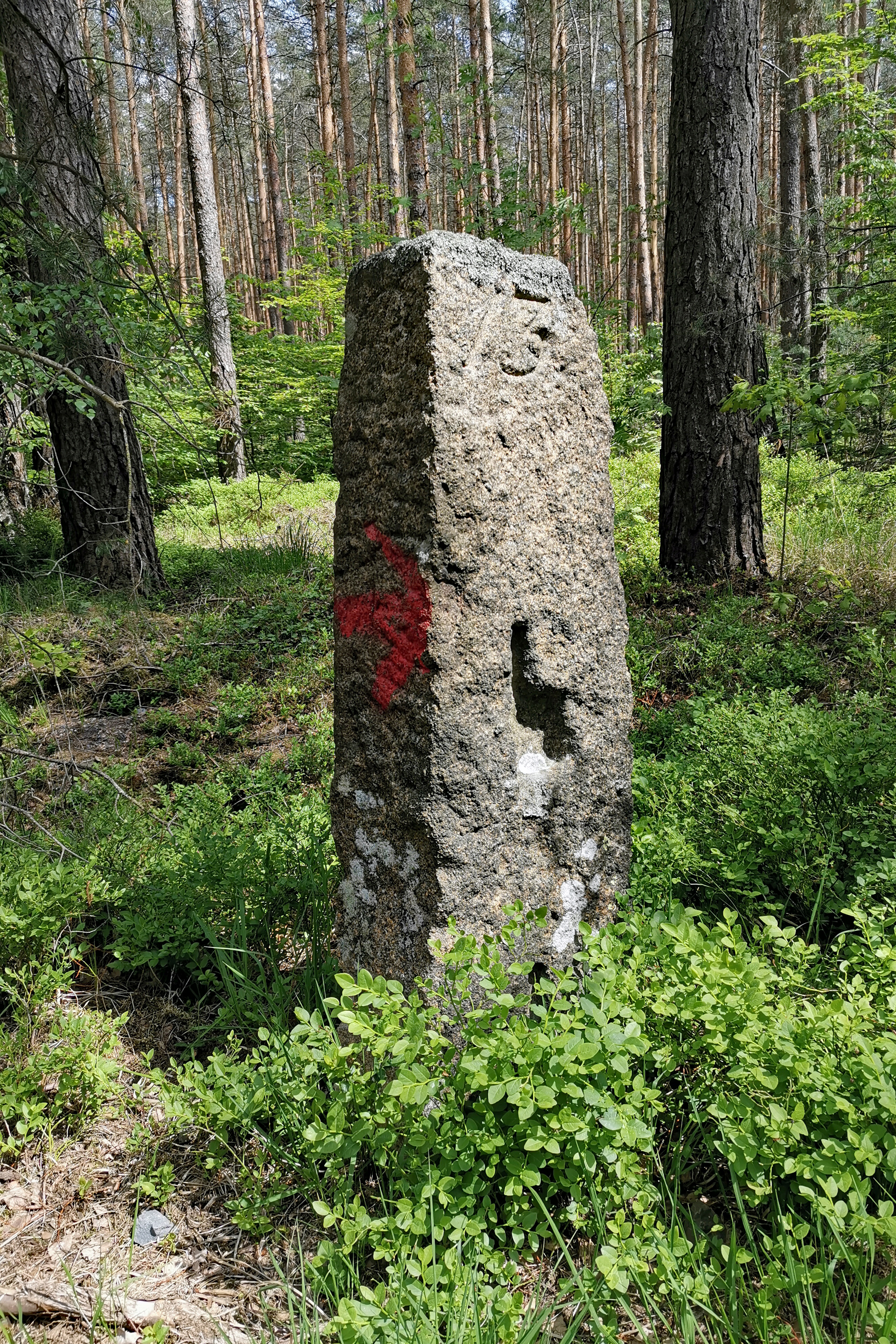
Kreuzung Flügel B mit Schneise 13
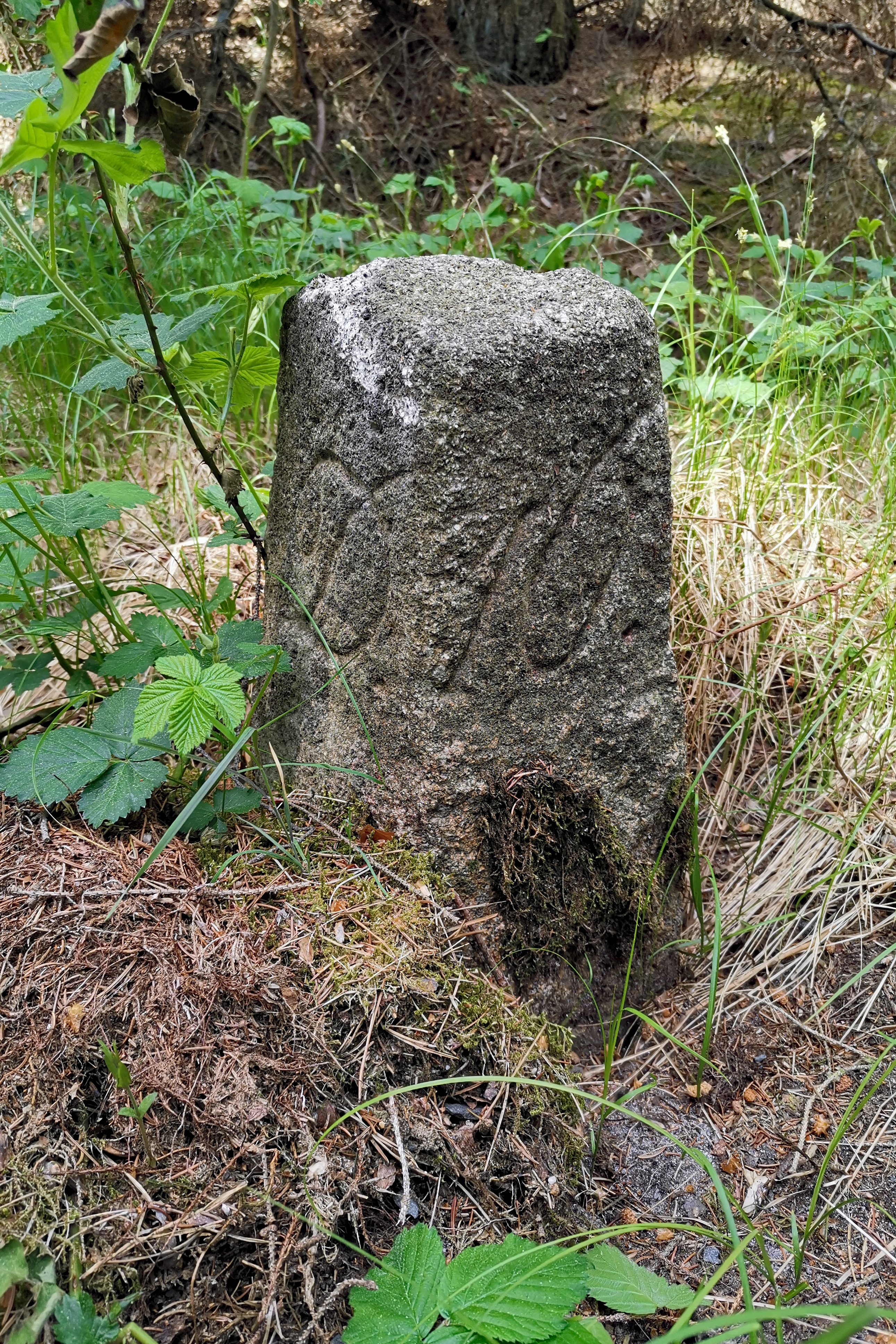
Kreuzung Flügel D mit Schneise 16
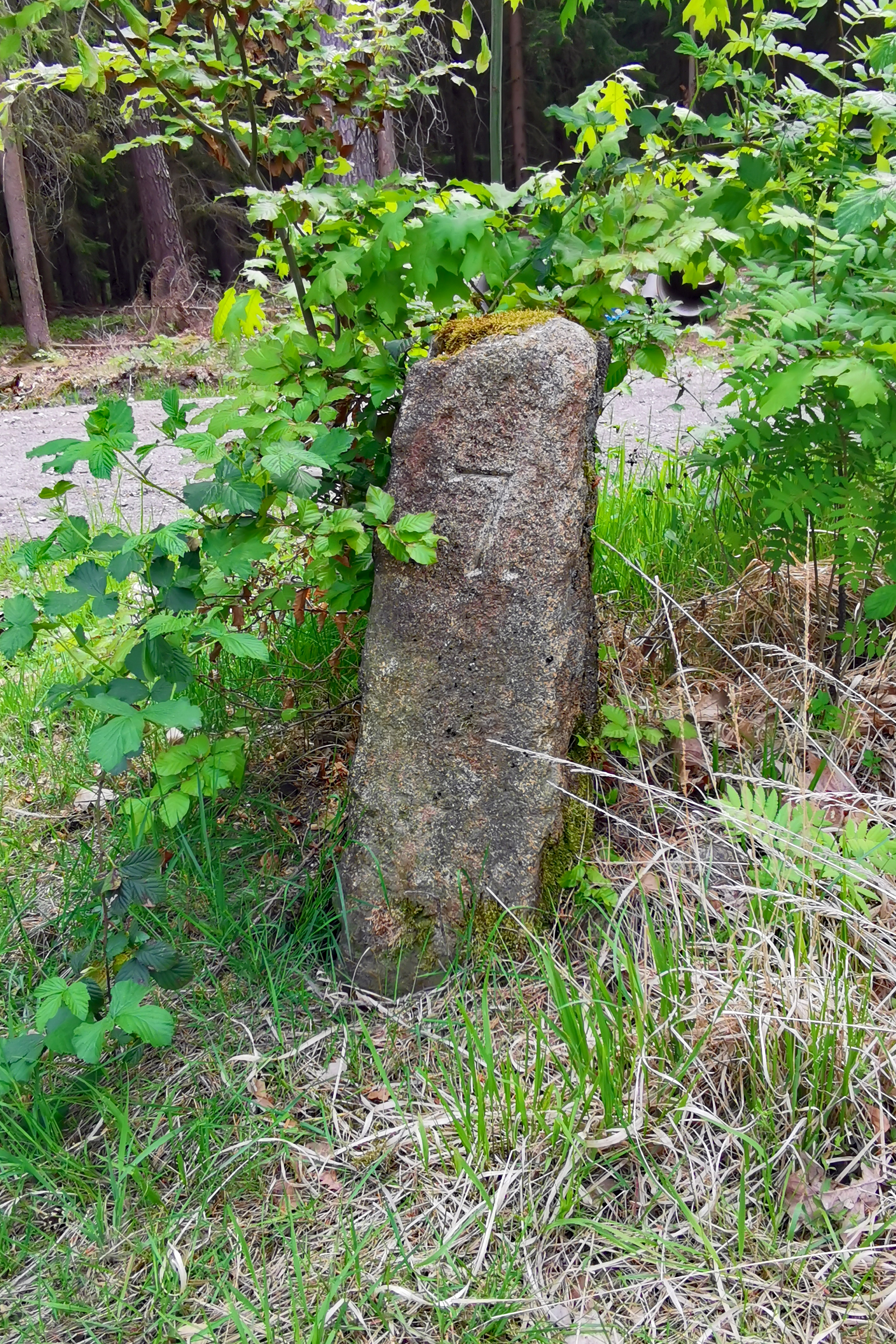
Einmündung der Alten Sieben in den Flügel D nahe D15

## Forstgrenze und deren Markierung

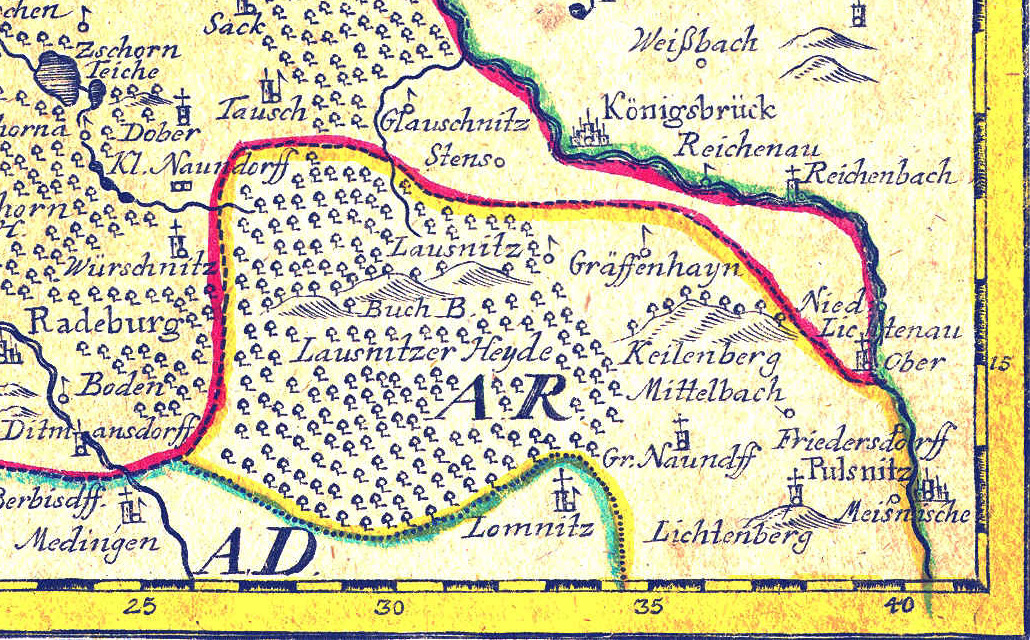
Die Laußnitzer Heide auf einer Landkarte von 1752 im Amt Radeberg (AR, gelbe Linie) (nördlich und westlich beginnt das Amt Großenhain (rote Linie), südlich das Amt Dresden (AD, grüne Linie))

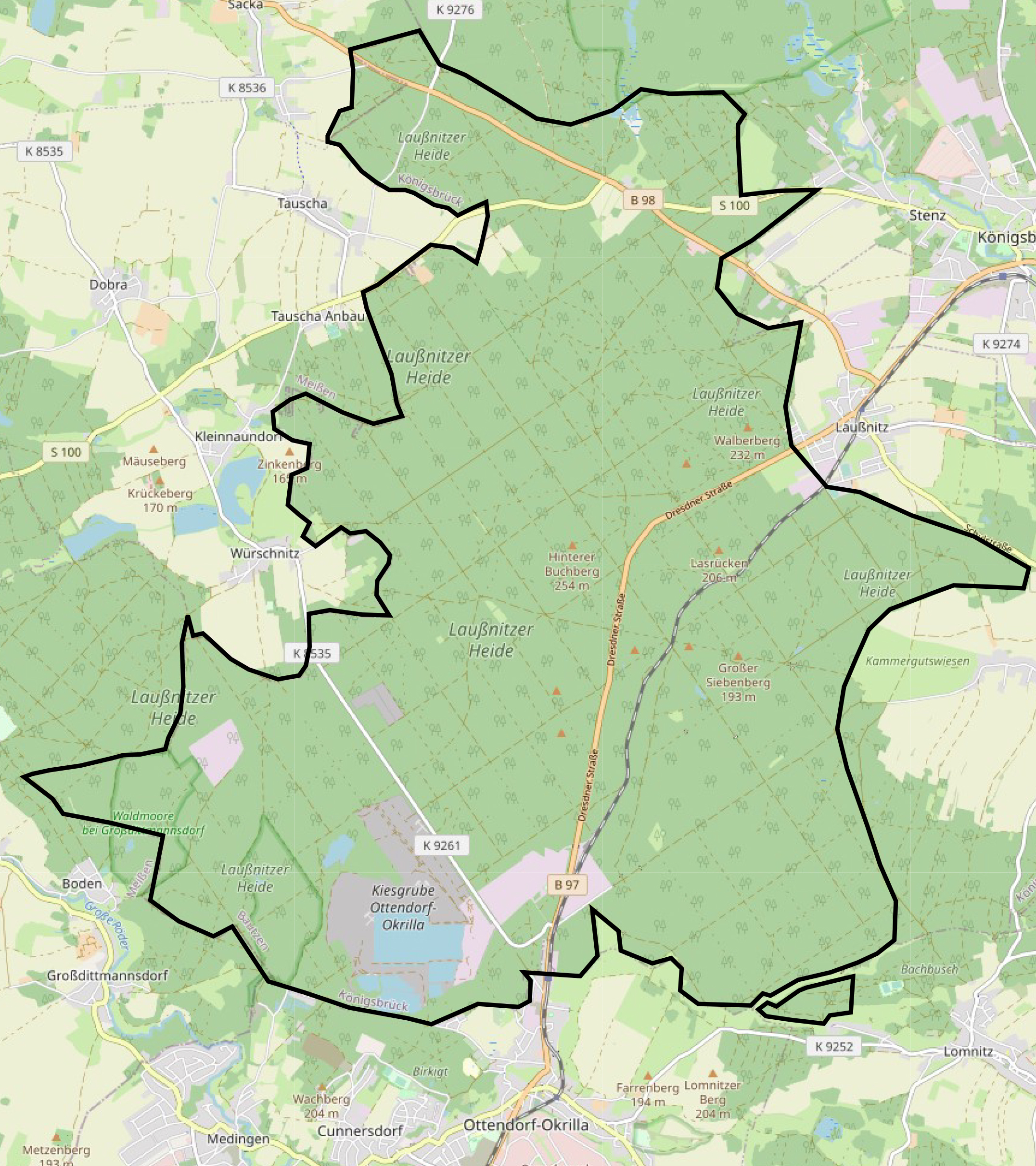
Möglicher Verlauf der Forstgrenze von 1735, auf der heute noch Grenzsteine aus dieser Zeit zu finden sind (rechts unten sieht man die Forstgrenze um die heute zur Gemeinde Wachau gehörende Mittelheide, die damals ebenfalls markiert wurde; nach Schöne)

Der Rand der Laußnitzer Heide wurde früher durch so genannte Lachterkreuze an Bäumen, durch Steinhaufen oder große Steine markiert. Nach langjährigen Überlegungen, die schon August der Starke initiierte, wurde 1733 vom Amtmann von Radeberg ein Kostenanschlag für die Anschaffung, Beschriftung und Setzung von 400 Sandsteinen zur Markierung der kurfürstlichen Forstgrenzen um die Laußnitzer Heide und den Forst zu Radeberg eingereicht. Die Laußnitzer Heide gehörte damals zum Amt Radeberg (AR), an der West- und Nordseite begann das Amt Großenhain (AGrH), zu dem auch Glauschnitz gehörte, und im Süden das Amt Dresden (AD), zu dem auch Lomnitz gehörte. Die Sandsteine sollten durchweg auf der einen Seite mit der Jahreszahl und den Kurschwertern markiert werden und auf der anderen Seite das X-förmige Lachterkreuz tragen. Die Kennzeichnung war mit rußgeschwärztem Firnis hervorzuheben. Die Steine sollten einheitlich zwei sächsische Ellen (etwa 1,13 m) hoch sein, genau zur Hälfte eingegraben und die obere Hälfte geglättet werden. Breite und Tiefe waren im Anschlag von 1733 mit je 3/4 Ellen (0,425 m) festgelegt worden.
1734 erging eine Anordnung des Kurfürsten Friedrich August II. an den Kammerherren und Oberforstmeister Heinrich von Bünau sowie den Radeberger Amtmann Johann Balthasar Langbein über die Errichtung von Steinen und Malhaufen entlang der gesamten Forstgrenze der Laußnitzer Heide. Der eigentliche Grenzzug wurde nach intensiver Vorbereitung in nur acht Tagen im Oktober 1735 vollzogen. Es wurden insgesamt 976 Grenzmarkierungen protokolliert: 804 unmarkierte Feldsteine aus Granit, 162 Sandsteine mit der Jahreszahl 1735 und zehn Säulen aus Eichenholz an besonders feuchten Stellen bei Würschnitz und Kleinnaundorf, da man dort ein Versinken im Morast befürchtete. Die Sandsteine hatten aber dann tatsächlich nur 1/2 Elle (0,28 m) Kantenlänge. Obwohl im Protokoll eine fortlaufende Nummer notiert wurde, blieben die Steine zunächst ohne Nummern. Die heute auf den noch existierenden Sandsteinen mit Kurschwertern zu findenden Nummern haben mit den Nummern im Protokoll von 1735 nichts zu tun und sind erst ab 1828 angebracht worden. Bei der Aufstellung zeigte das Lachterkreuz nach außen aus dem kurfürstlichen Gebiet hinaus, die Schwerter zeigten nach innen. Die Forstgrenze rund um einen Teil der südlich gelegenen Mittelheide wurde ebenfalls 1735 markiert. Offenbar sind bei Neuaufstellungen manche Sandsteine in der Laußnitzer Heide verdreht und zuweilen auch so eingegraben worden, dass sie bis zu 0,8 m aus dem Boden herausragen. Einige wurden auch bei Waldarbeiten im 20. Jahrhundert umgefahren.

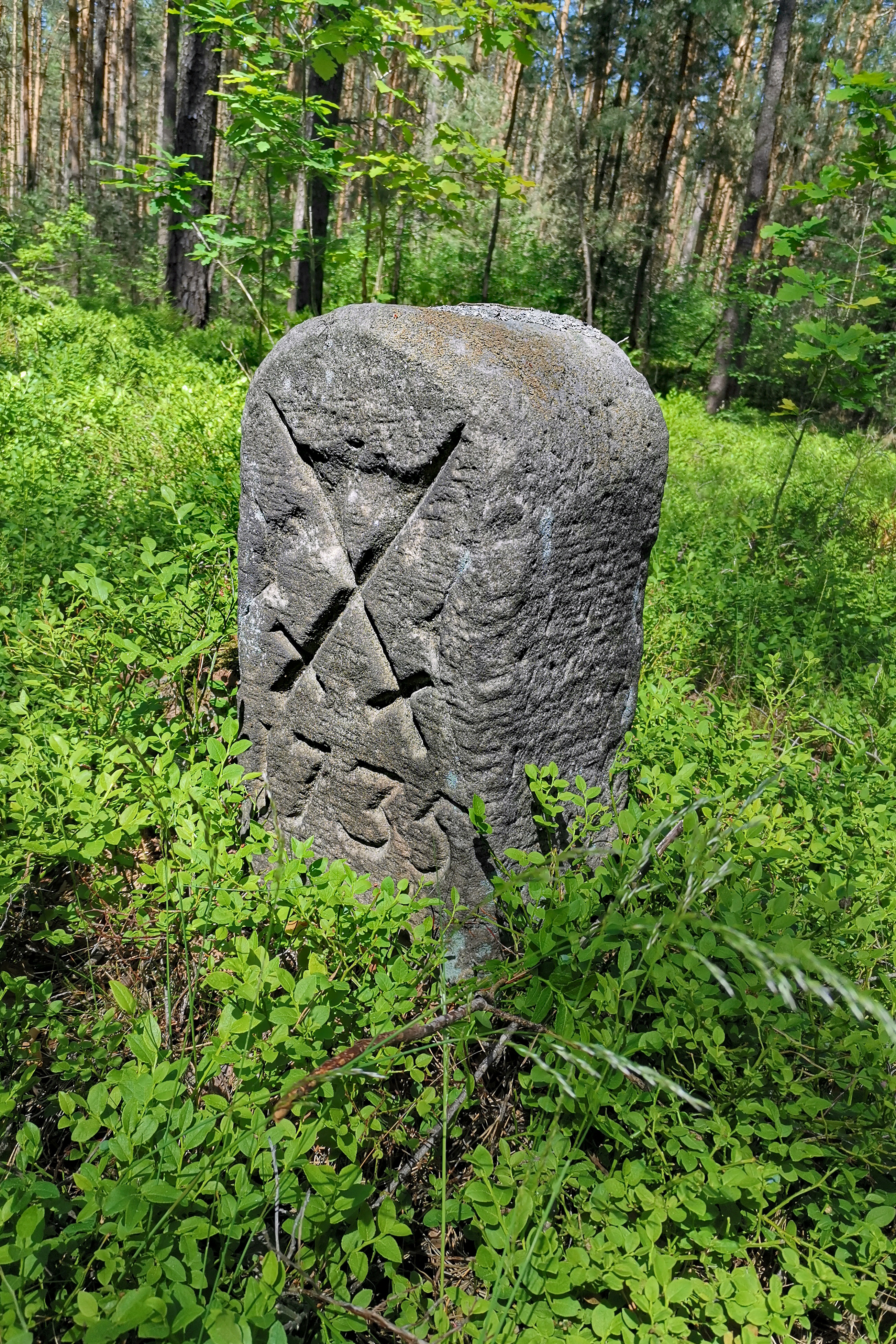
Kursächsischer Forstgrenzstein von 1735 (die Jahreszahl und die Schwerter wurden damals mit rußgeschwärztem Firnis hervorgehoben)
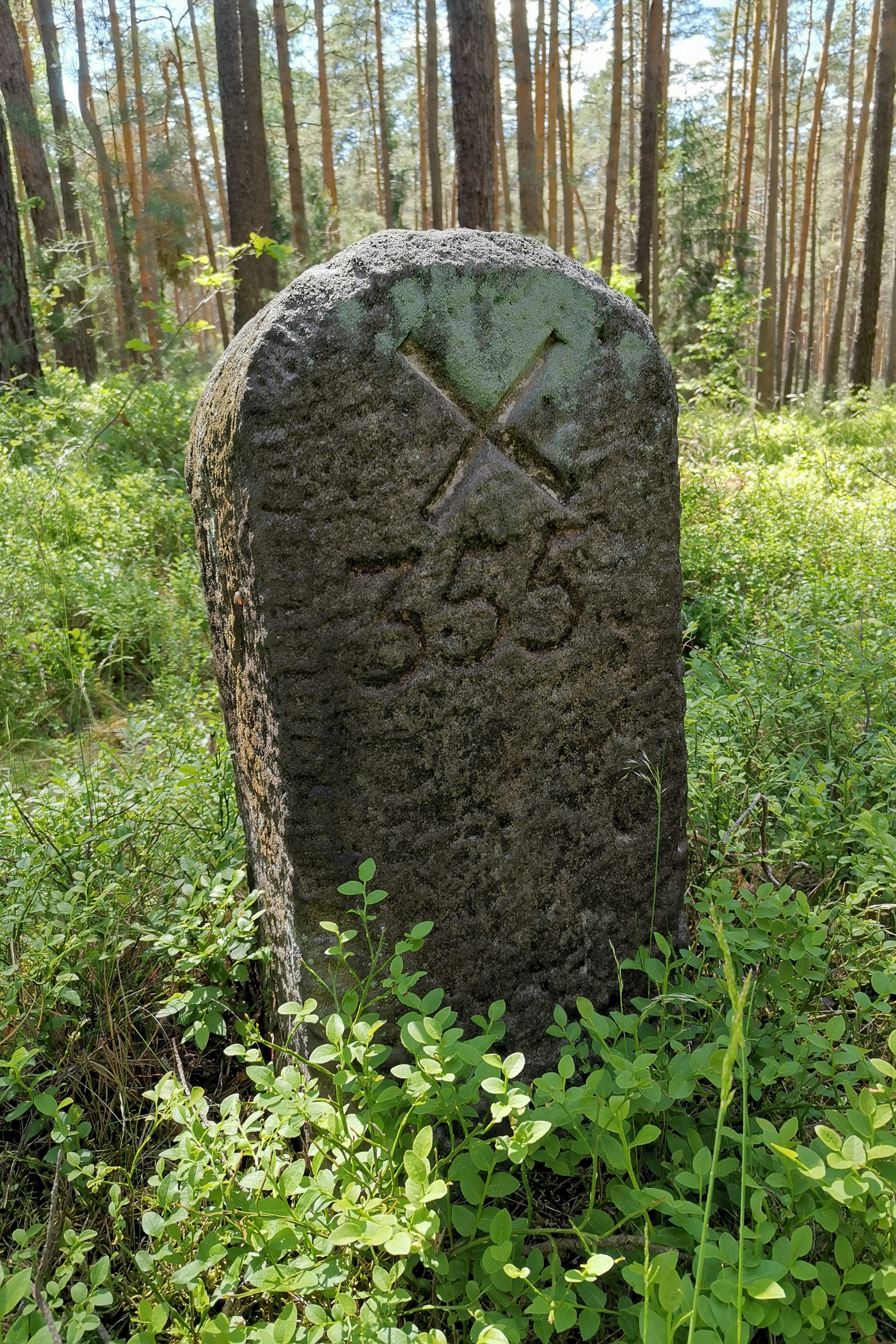
Von außerhalb des kurfürstlichen Waldes war ursprünglich nur das Lachterkreuz zu sehen, die Nummern wurden erst ab 1828 eingemeißelt
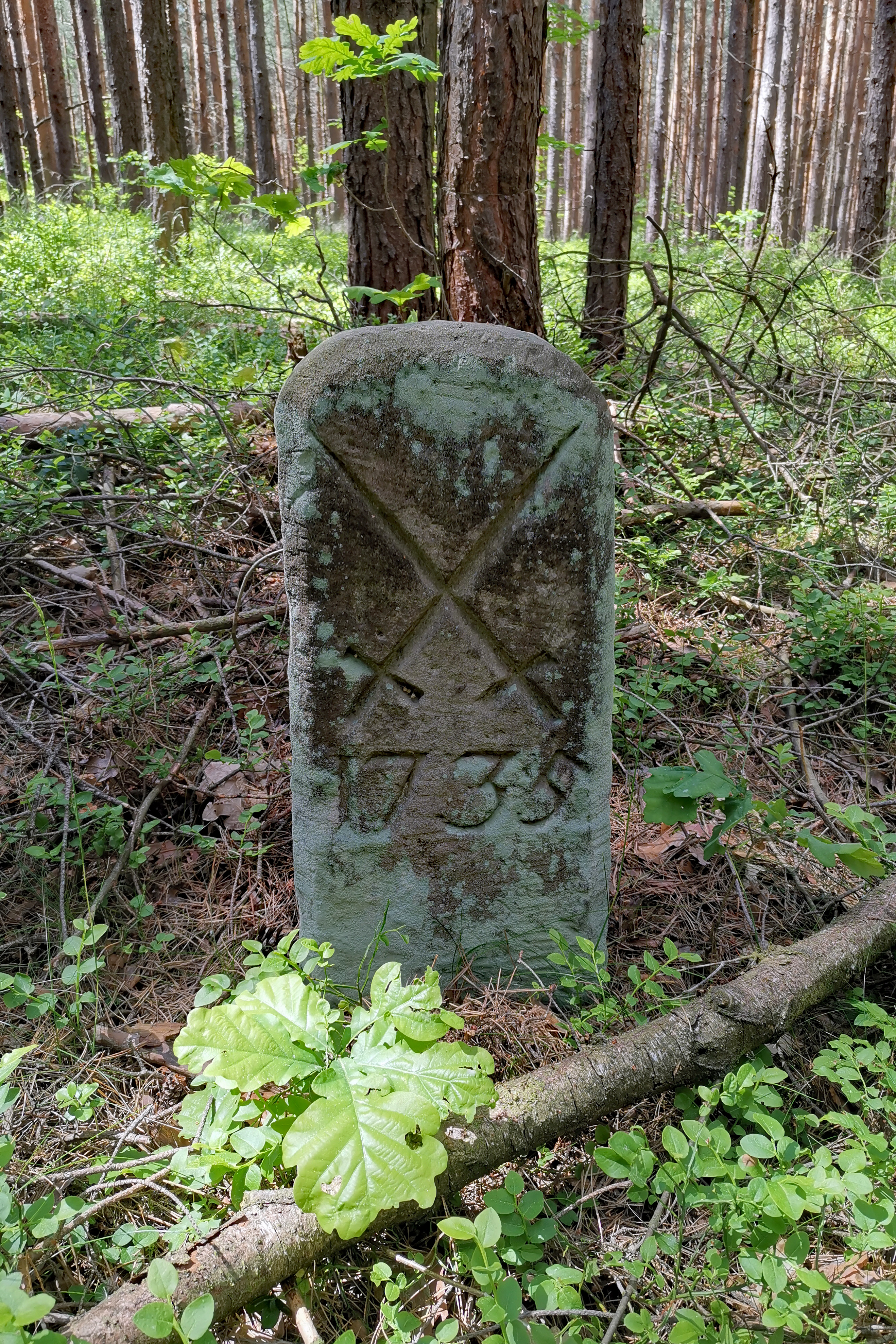
Grenzstein 6 auf der Grenze um die Mittelheide
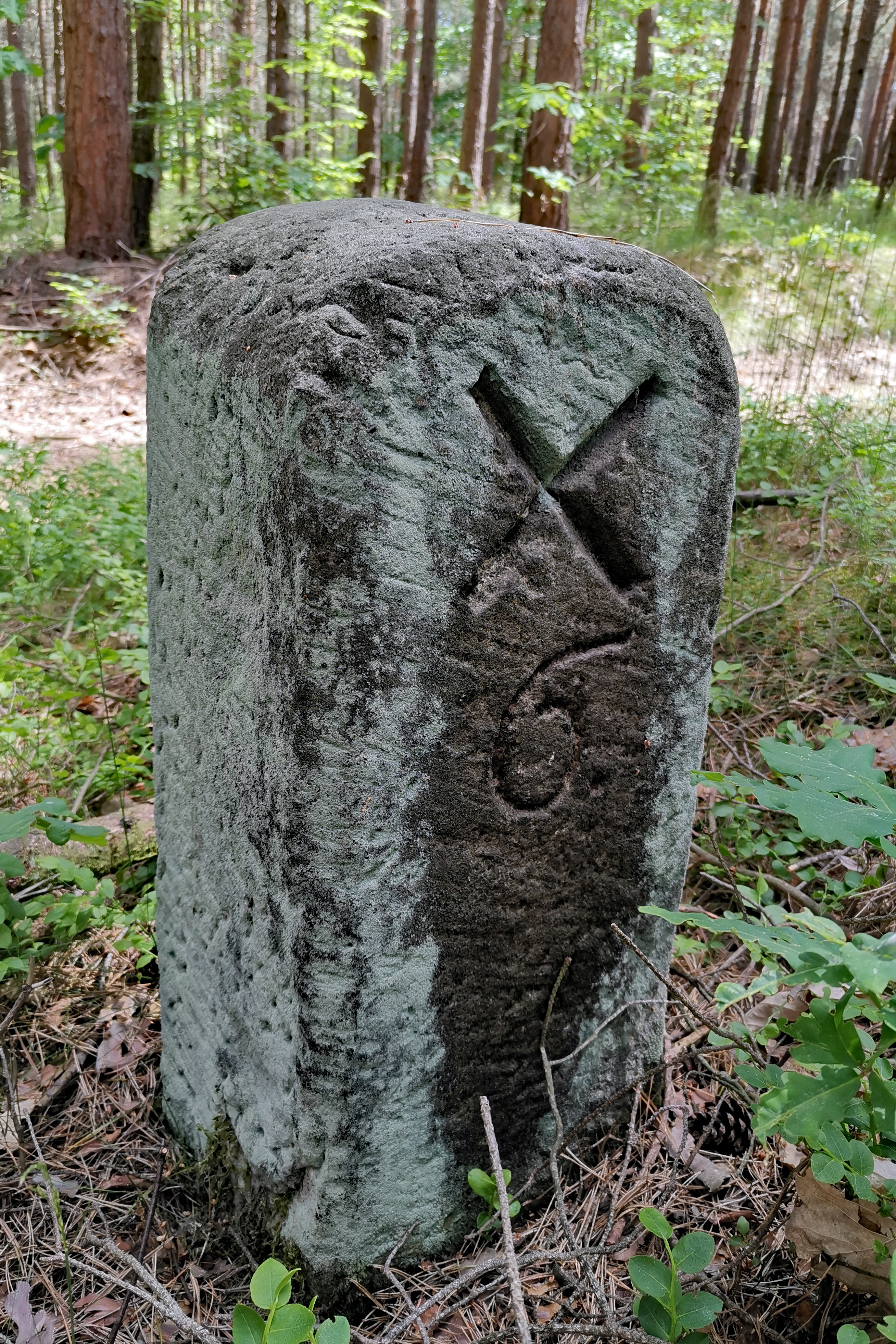
Außenseite des Grenzsteins 6 Mittelheide

König Friedrich August I. veranlasste im Jahre 1827 die Erneuerung der Grenzzeichen, die anschließend statt der Kurschwerter seitlich die Königskrone und Jahreszahlen ab 1828 aufwärts trugen, sowie ein Lachterkreuz auf der Oberseite. Sie waren kleiner als die alten Steine, nicht so regelmäßig geformt und bestanden meist aus Granit mit nur wenig geglätteter Oberfläche. An vielen Orten wurden allerdings auch nur die neu festgelegten Reihennummern in vorhandene kursächsische Steine von 1735 eingeschlagen. Von den ursprünglich gesetzten Sandsteinen mit den Kurschwertern und der Jahreszahl 1735 konnte Schöne im Jahre 2002 noch 68 Exemplare auffinden. Nur 14 davon stehen derzeit unter Denkmalschutz (Nummern 09304159 und 09287179 auf der sächsischen Denkmalliste).
Ab 1835 wurden auch Steine zur Kennzeichnung der Grenzen zu und zwischen Rittergütern oder zu Gemeinden aufgestellt. Diese Steine tragen oft umfangreiche Beschriftungen auf beiden Seiten.

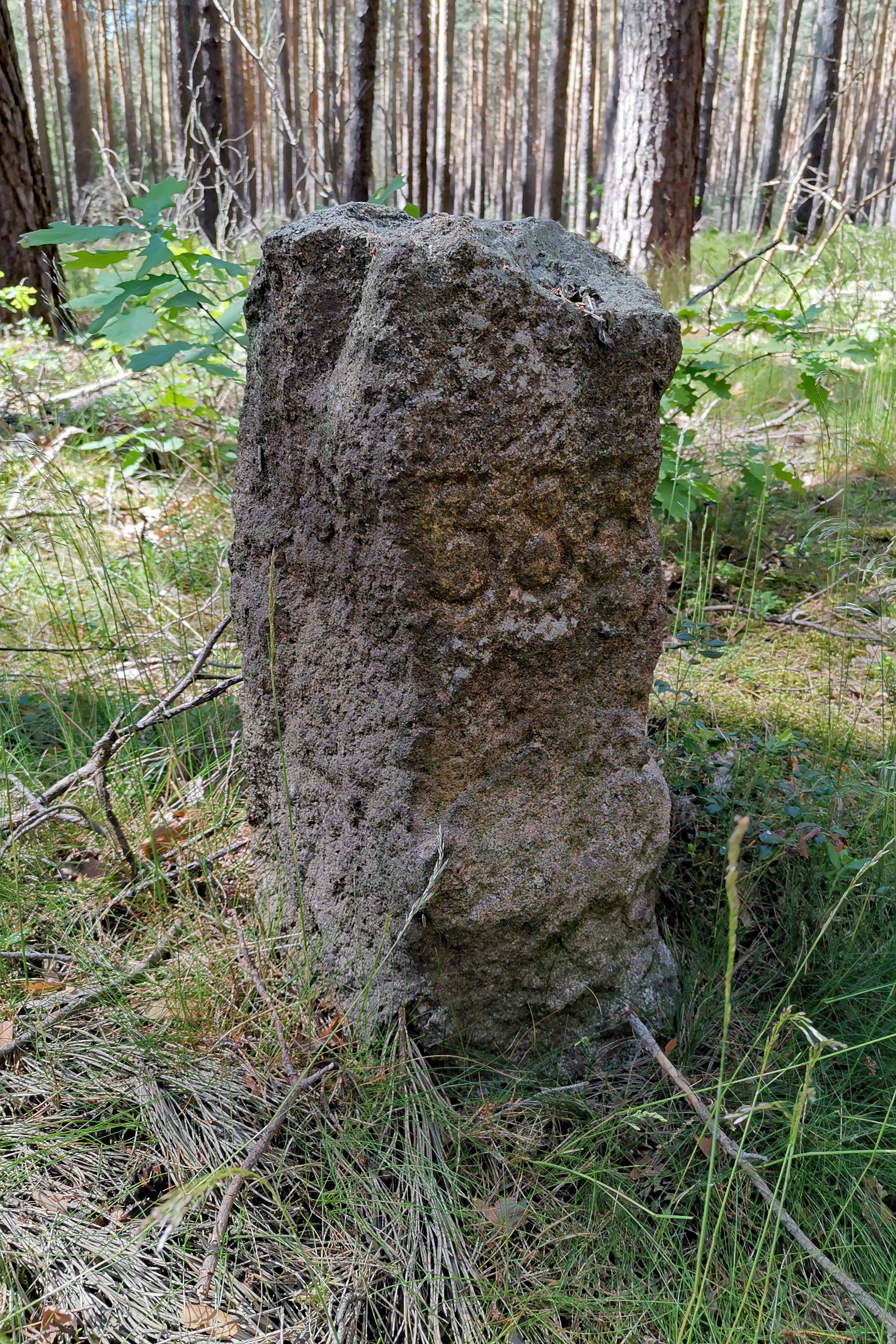
Grenzstein aus Granit nach 1827
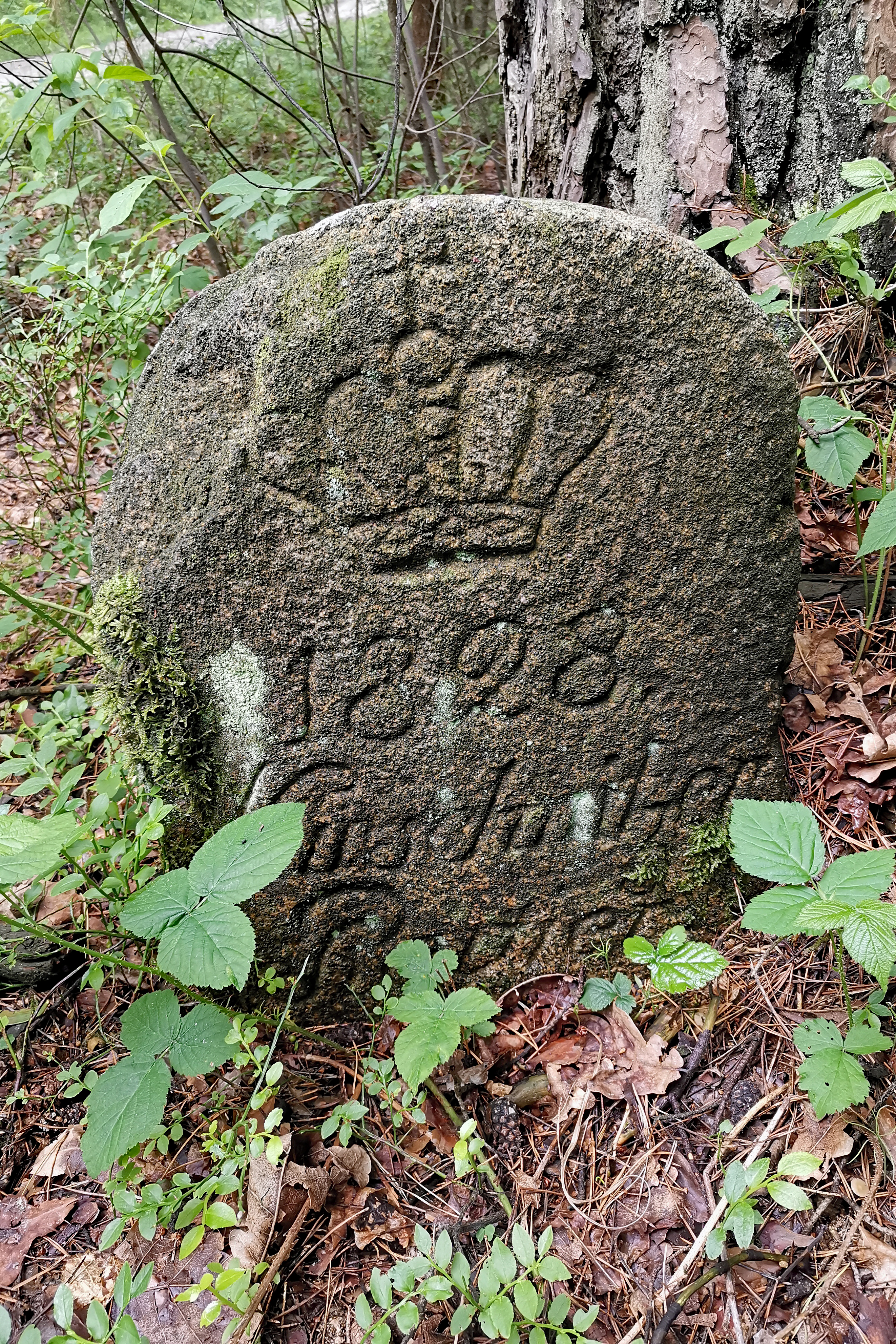
Grenzstein von 1828 im Würschnitzer Revier
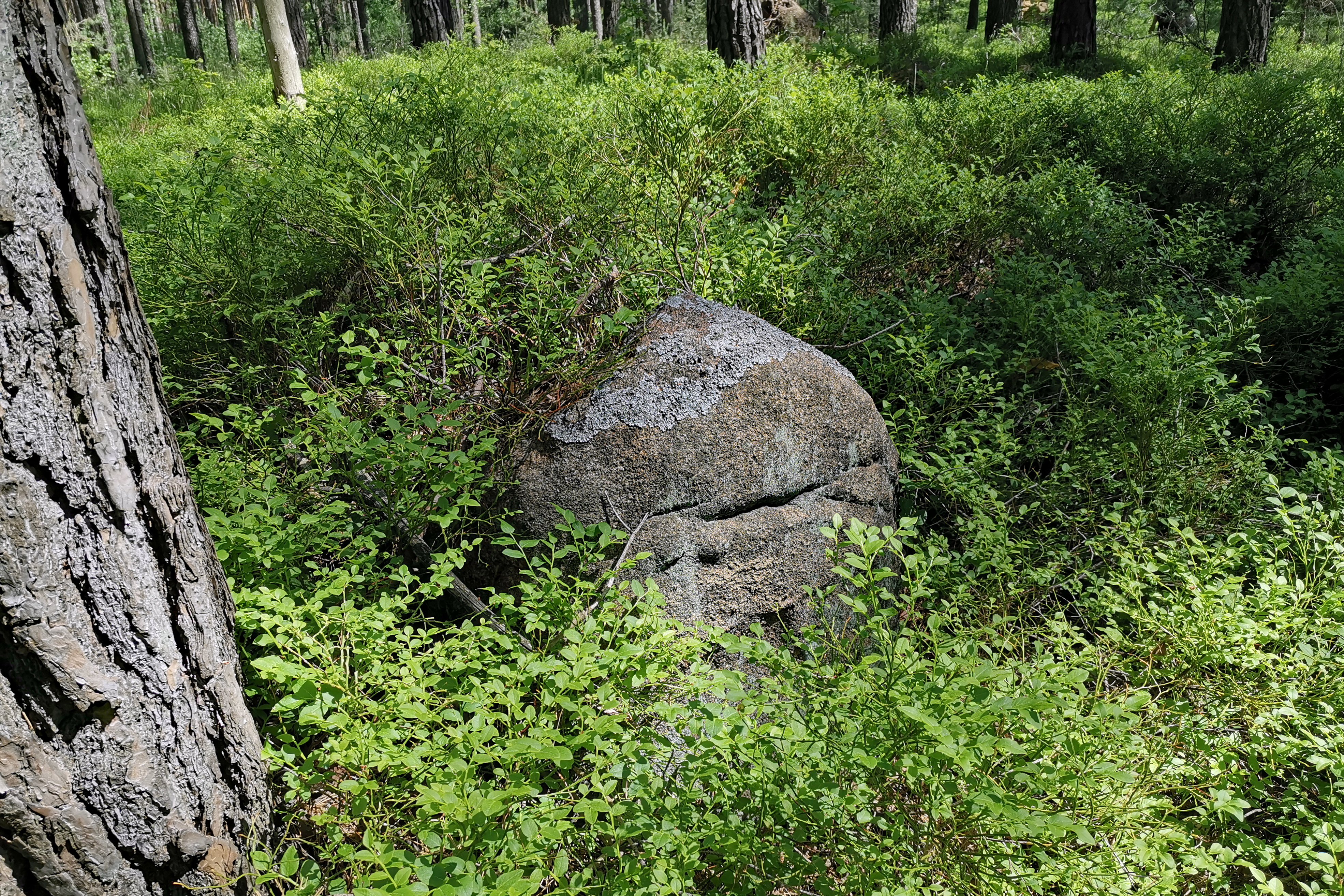
Großer Feldstein aus Granit zur Markierung einer Grenzecke, die heute mitten im Wald liegt
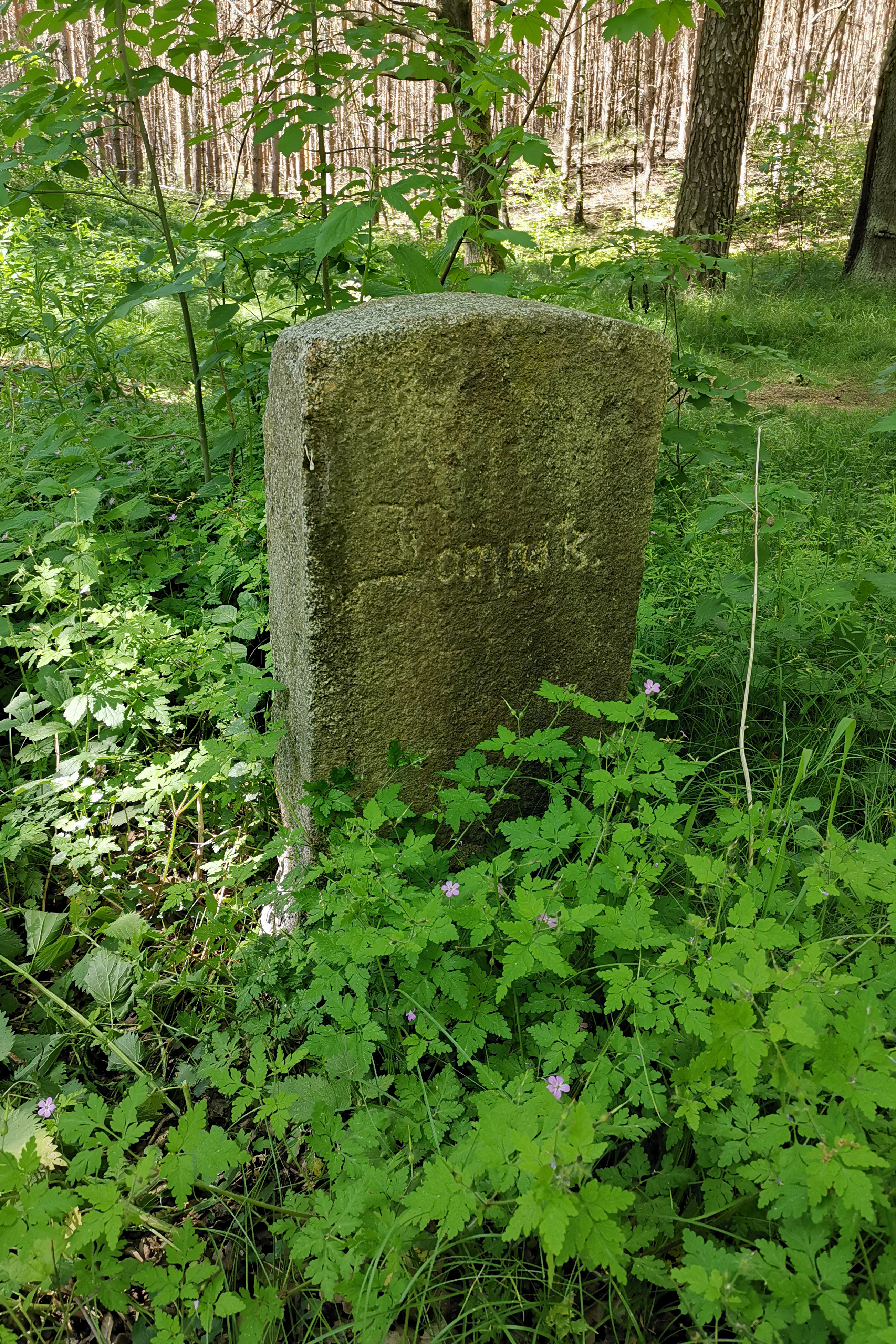
Grenzstein Lomnitz am südlichen Schlägenweg
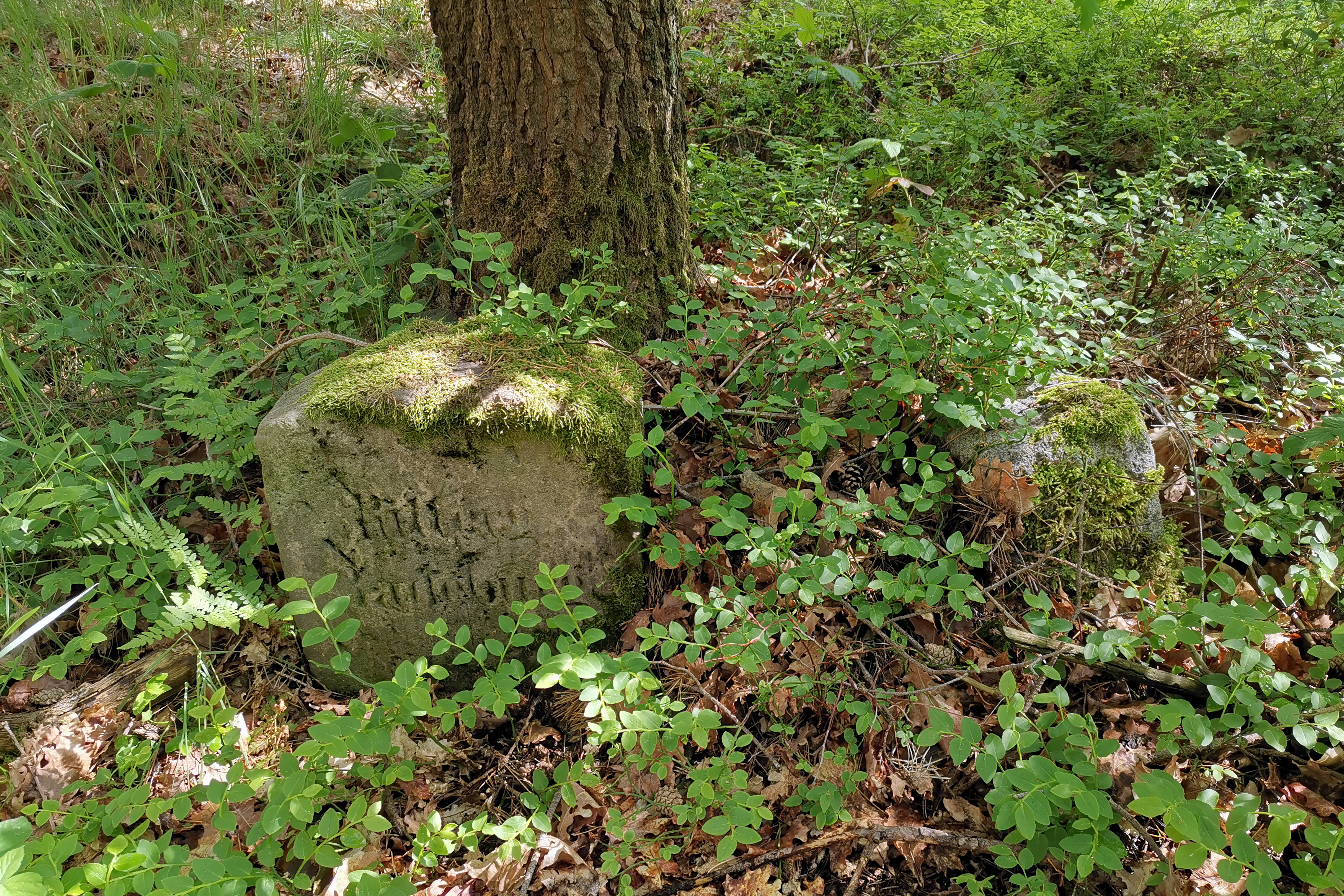
Grenzstein Rittergut Radeburg
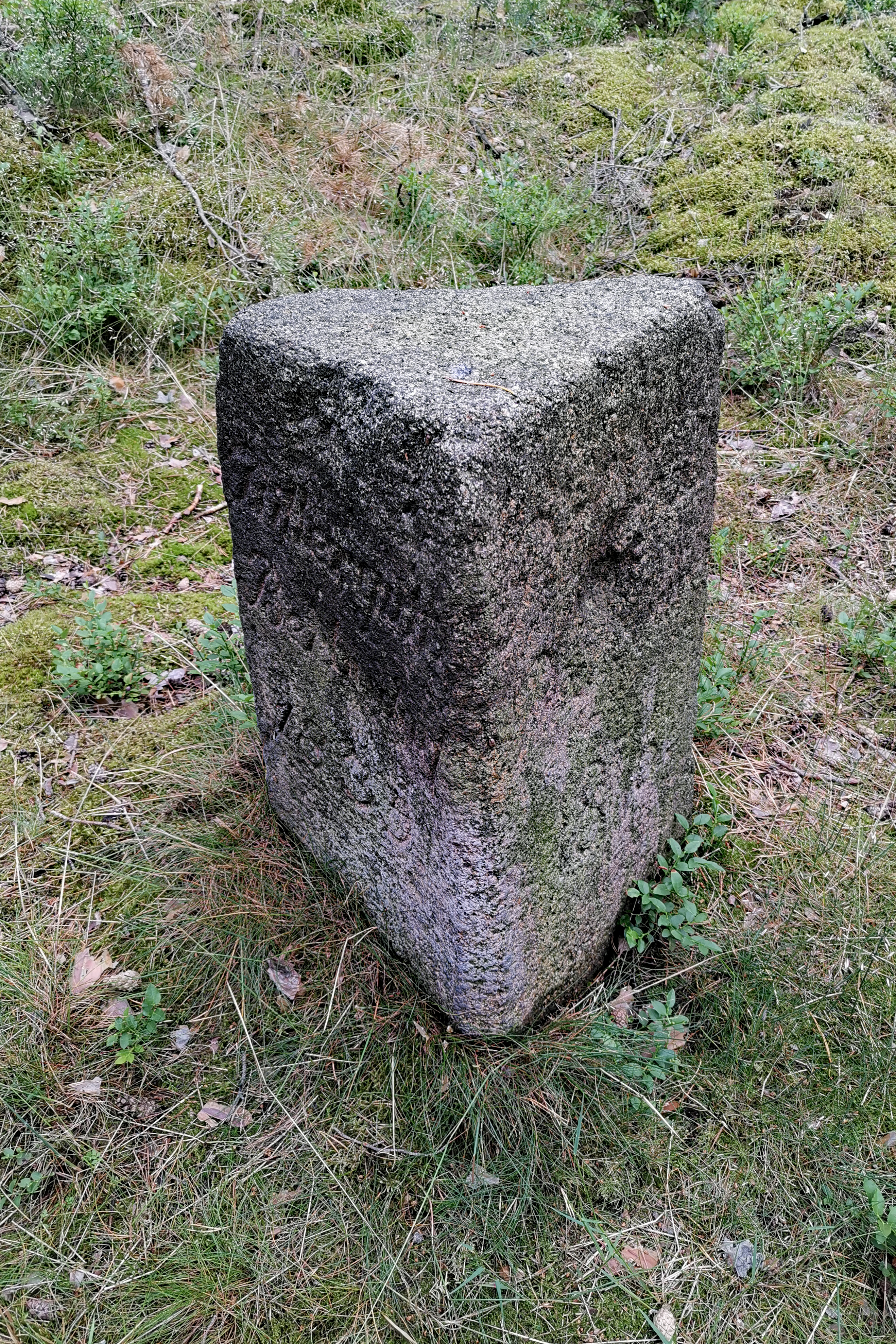
Dreikantiger Rittergutsstein

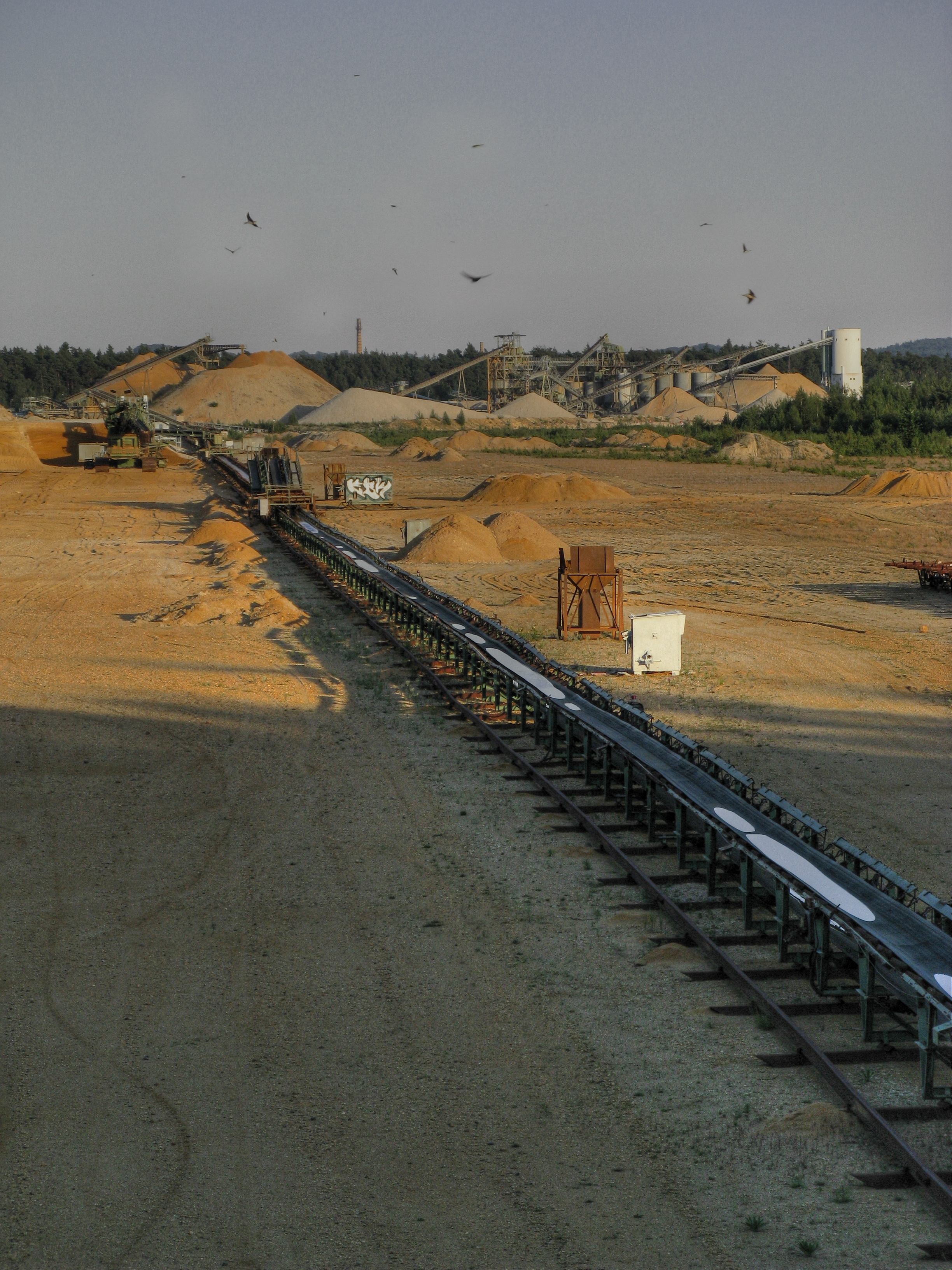
Kiestagebau des Kieswerkes Ottendorf-Okrilla in der Laußnitzer Heide

## Rohstoffnutzung und Industrie

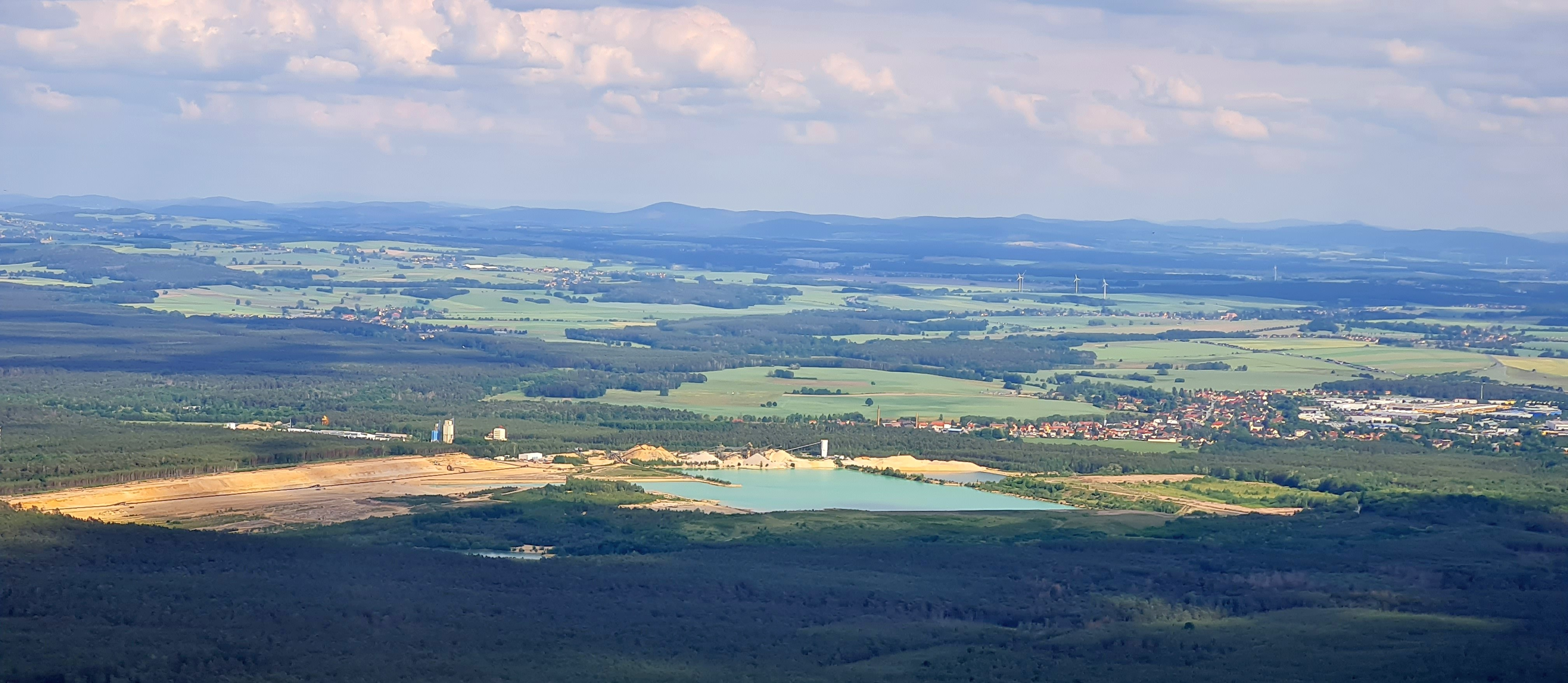
Kiessandtagebau Laußnitz I

Neben Jagd und Forstwirtschaft gab es auch andere Unternehmungen in der Laußnitzer Heide. Schon für das Jahr 1672 wird von Köhlerei in der Laußnitzer und Königsbrücker Heide berichtet. Die Holzkohle wurde anfänglich insbesondere zur Eisenverhüttung und zur Glasherstellung benötigt. 1740 gab es 19 Köhlereien in den südlich der Laußnitzer Heide liegenden Orten Ottendorf, Moritzdorf sowie Klein- und Groß-Okrilla. Nach 1945 wurden immerhin noch sechs Köhlereien in Ottendorf-Okrilla betrieben, von denen 1990 noch drei existierten. Von 1990 bis 2010 produzierte nur noch eine Köhlerei im Ort.
Eine starke Nutzung der Moore in der Laußnitzer Heide gab es früher auch durch den Torfstich. Torfvorkommen gab es am Fuße der Balzberge und von dort nach Süden und Osten bis nach Ottendorf-Okrilla und Höckendorf. Torfstiche sind auf Landkarten von vor 1900 noch zwischen Glauschnitz, Sacka und Tauscha vermerkt. Die Herstellung von Torfziegeln als Brennmaterial wurde 1909 eingestellt. Fortan wurde Torf nur noch für Moorbäder und zur Verwendung in Gärtnereien gestochen. 1947 arbeiteten noch vier Torfstecher für die Firma Karl Leonhardt in Ottendorf-Okrilla, die damals auch eine Köhlerei betrieb und mit Holz und Heilerde handelte.
Bausand und Kies aus Elbeschottern wurde in der südlichen Laußnitzer Heide schon lange Zeit abgebaut. Die tertiären Sande wurden auch für die Herstellung von Waldglas genutzt. Eine letzte Pressglasfabrik, die zuletzt noch Bierseidel für Rastal produzierte, gab es in Ottendorf-Okrilla noch bis 1991. Durch die Entwicklung der Betontechnologie für Industrie und Verkehrsbauten im Großraum Dresden gab es ab Mitte der 1920er Jahre einen starken Anstieg des Bedarfs an Sand und Kies. Ab 1950 wurden die Kiesgruben und die enteignete Köhlerei Max Findeisen zusammengelegt zum VEB Heideköhlerei und Kieswerk Ottendorf-Okrilla. Die Kiesgrube und das Kieswerk wurden seit dem Aufschluss des Tagebaus Laußnitz im Jahre 1957 innerhalb der Laußnitzer Heide südlich von F6 und D9 ständig erweitert und technisch verbessert. Nach der Wende wurde das Kieswerk beiderseits des B 97 aufgegeben und ein neues Werk auf dem Gelände der Kiesgrube errichtet. Das Kieswerk Ottendorf-Okrilla (KBO) ist nach eigenen Angaben eins der größten Kieswerke in den neuen Bundesländern. Auf dem Gelände des ehemaligen Kieswerkes zwischen B 97 und der Bahnstrecke Dresden-Klotzsche–Straßgräbchen-Bernsdorf befindet sich noch die Verwaltung. Außerdem weihte die inzwischen infolge Insolvenz aufgelöste Städtebahn Sachsen im Jahre 2012 eine Reparaturwerkstatt ein.
Das Kieswerk plant langfristig umfangreiche Erweiterungen seiner Tagebaue. Hier kommt es insbesondere zu Konflikten durch die befürchtete Absenkung des Grundwasserspiegels durch den Tagebau Würschnitz West innerhalb der nächsten 50 Jahre. Hierdurch werden möglicherweise die Moore und der Wald in der Laußnitzer Heide beeinträchtigt. Als Gegenpol hat sich eine Bürgerinitiative Würschnitz contra Kiesabbau gebildet.

## Militärische und andere Nutzung in Sperrgebieten

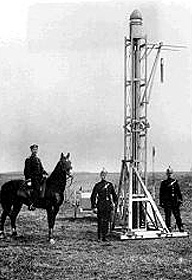
Alfred Mauls Fotorakete auf dem Infanterie-Schießplatz der Sächsischen Armee bei Glauschnitz in der Laußnitzer Heide 1906

Die militärische Nutzung der Laußnitzer Heide begann im Jahre 1892, als die Sächsische Armee bei Glauschnitz einen Infanterie-Schießplatz errichtete. Der Platz hatte eine Ausdehnung von rund 1,2 km von der heutigen B 98 aus in Richtung Südwesten, war rund 0,6 km breit und überdeckte auch noch die Kreuzung von Flügel H mit Schneise 15. Auf diesem rund 0,7 km² umfassenden Schießplatz wurde unter anderem 1906 Alfred Mauls Fotorakete, die Aufnahmen aus rund 600 m Höhe ermöglichte, vor Militärbeobachtern demonstriert. Der Schießplatz wurde in den 1930er Jahren aufgelöst und die Gebäude als Erholungsheim verpachtet. Die militärische Nutzung der Laußnitzer Heide erreichte nie die Ausmaße des 1906 gegründeten Truppenübungsplatzes Königsbrück. Sie wurde nach 1945 lediglich als Konzentrationsraum mit über 100 Stellungen und Deckungen, die teilweise auch befestigt waren, für Panzer und Kraftfahrzeuge der Gruppe der Sowjetischen Streitkräfte in Deutschland (GSSD) genutzt.
In den 1960er Jahren wurden weitere Gebiete in der südlichen Laußnitzer Heide abgesperrt und hauptsächlich durch das Ministerium des Innern genutzt. Unmittelbar östlich der Bahnstrecke wurde die Versorgungsbasis Süd (VB Süd, Lagerobjekt 1) errichtet. Das Objekt nahm eine Fläche von rund 0,15 km² ein, bestand aus Lagerhallen, einem Verwaltungsgebäude, einem Wachgebäude und hatte ein Bahnanschlussgleis. Die Postentürme wurden nach der Wende abgebaut und das Gebiet als Gewerbegebiet Laußnitz Süd ausgewiesen.
Ebenfalls in den 1960er Jahren wurde das Lagerobjekt 2 der Versorgungsbasis Süd um den Kreuzungspunkt von Flügel G mit Schneise 3 errichtet. Es war ein Munitionslager der Bezirksdirektion der Volkspolizei mit einer Fläche von rund 0,2 km². Die Lagerbunker wurden ab 2000 als Außenlager des von General Atomics aufgekauften Spreewerk Lübben genutzt. Aktuell (Stand 2020) gehört das Lager der Firma Maxam Deutschland. Bei einer Erweiterung des Tagebaus Würschnitz West müsste Maxam seine Lagerbestände aus Sicherheitsgründen verringern oder zeitweise alles komplett auslagern. Nach einem Bericht der Sächsischen Zeitung vom Oktober 2023 befindet sich das Gelände unterdessen im Besitz des Freistaates Sachsen und soll in Zukunft oberirdisch renaturiert werden.
Um 1975 wurde östlich der Schneise 6 (heute K 9261) die Übertragungsstelle ÜSt-2 als geschützter Grundnetzknoten für Nachrichtenkabel der Deutschen Post für den Bezirk Dresden errichtet. Auf dem Gelände gab es eine Übertragungsstelle mit geschütztem Keller, eine Notstromversorgung und zwei geschützte Außenbrunnen. Ab 1989 begann auf dem Gelände der Neubau eines monolithischen Bunkers für die Bezirks-Einsatzleitung (BEL) der Nationalen Volksarmee. Durch die im gleichen Jahr einsetzende Wende kam der Bunker nicht über die Baugrube hinaus. Gelände und Gebäude wurden 2011 von der Deutschen Telekom an einen Privateigentümer verkauft.